# گیلگمش
گیلگَمِش (اکدی: 𒀭𒄑𒂆𒈦، آوانگاری: Gilgameš (گیلگمش)؛ در اصل سومری: 𒀭𒄑𒉋𒂵𒎌 (بیلگَمِس)) یکی از قهرمان‌های اسطوره‌های بین‌النهرین باستان و شخصیت اصلی حماسهٔ گیلگمش است، حماسه‌ای که به زبان اکدی در اواخر هزارهٔ دوم پیشا دوران مشترک مکتوب گشت. احتمالاً وی پادشاه تاریخی دولت‌شهر سومریِ اوروک بود که پس‌از مرگ به مقام خدایی رسید. داستان دلاوری‌های افسانه‌ایِ گیلگمش در پنج شعر سومریِ بازمانده روایت شده‌است. قدیمی‌ترین آن‌ها احتمالاً «گیلگمش، اِنکیدو و جهان زیرین» است. سایر شعرها «گیلگمش و آگا»، «گیلگمش و هوواوا»، «گیلگمش و نرگاو آسمان» و «مرگ گیلگمش» هستند.
در دوران بابِلی بعدی، این داستان‌ها در یک روایت به‌هم‌تنیده شدند. در نسخهٔ مرجع حماسه، گیلگمش با مردی وحشی به نام انکیدو دوست می‌شود. آن دو با هم به سفرهای زیادی می‌روند که مشهورترینش شکست هومبابا (سومری: هوواوا) و نرگاو آسمان است. پس از مرگ انکیدو، در اثر بیماری‌ای که خدایان برای مجازات دچارش کرده بودند، ترس از مرگ در دل گیلگمش می‌افتد و برای جاودانه شدن به جستجوی اوتَنَپیشتی، دانای بازمانده از طوفان بزرگ، می‌رود. گیلگمش بارها در آزمون‌هایی که پیش روی او گذاشته می‌شود، شکست می‌خورد و به خانه‌اش در اوروک برمی‌گردد، درمی‌یابد که جاودانگی از دسترس او خارج است. پیام شاعر چنین است: افراد به جستجوی فردی خود دست می‌زنند اما در نهایت باید با مرگ کنار بیایند. در تمدن مدرن، بر جایگاه فرد و حقوق فرد تأکید می‌شود اما در تمدن بابل بر ارزش‌های اجتماعی و زندگی کردن بر مبنای آن تأکید می‌شد. شاعر می‌گوید فرد، موجودی یک‌روزه است که بدون بر جا گذاشتن اثری از بین می‌رود اما زندگانی بشری که نمادش شهر است، برای همیشه بر جا خواهد ماند.
اکثر مورخان کلاسیک بر این عقیده‌اند که حماسهٔ گیلگمش تأثیر زیادی بر ایلیاد و ادیسه (دو شعر حماسیِ قرن هشتم پیشا دوران مشترک به یونانی باستان) داشته است. داستان تولد گیلگمش در حکایتی از در طبیعت حیوانات اثر آلیان (قرن دوم دوران مشترک) توصیف شده‌است. روایت تولدی که آلیان بازگو می‌کند همان سنتی‌ست که در سایر افسانه‌های خاور نزدیک هم آمده است: سارگن، موسی و کوروش. حماسهٔ گیلگمش در سال ۱۸۴۹ در کتابخانهٔ آشوربانی‌پال دوباره پیدا شد. در دههٔ ۱۸۷۰ این اثر ترجمه شد و پس از ترجمهٔ متن، به دلیل شباهت‌های بخش‌هایی از آن با تَنَخ (مجموعه کتب مقدس یهودیان) جنجال گسترده‌ای ایجاد شد. گیلگمش تا اواسط قرن بیستم ناشناخته بود اما در پایان همان قرن توجه به او افزایش یافت و به چهره‌ای نویافته در فرهنگ جدید بدل شد.

## نام
شکل امروزی «گیلگَمِش» مستقیماً از زبان اکدی گرفته شده است 𒄑𒂆𒈦. صورت پیشین آن در زبان سومری بیلگَمِس (𒄑𒉋𒂵𒎌) بوده است. به‌طور کلی نتیجه گرفته می‌شود که خود اسم به «(خویشاوند) یک قهرمان است» ترجمه می‌شود و رابطهٔ خویشاوند بسته به منبعی که ترجمه را ارائه می‌دهد، متفاوت است. گاهی گفته می‌شود که نام سومری را باید پَبیلگَمس خواند، بخش بیلگَ باید پَبیلگَ (𒉺𒉋𒂵) تلفظ شود با این حال این موضوع توسط شواهد کتیبه‌ای یا واج‌شناختی تأیید نمی‌شود.

## پادشاه تاریخی

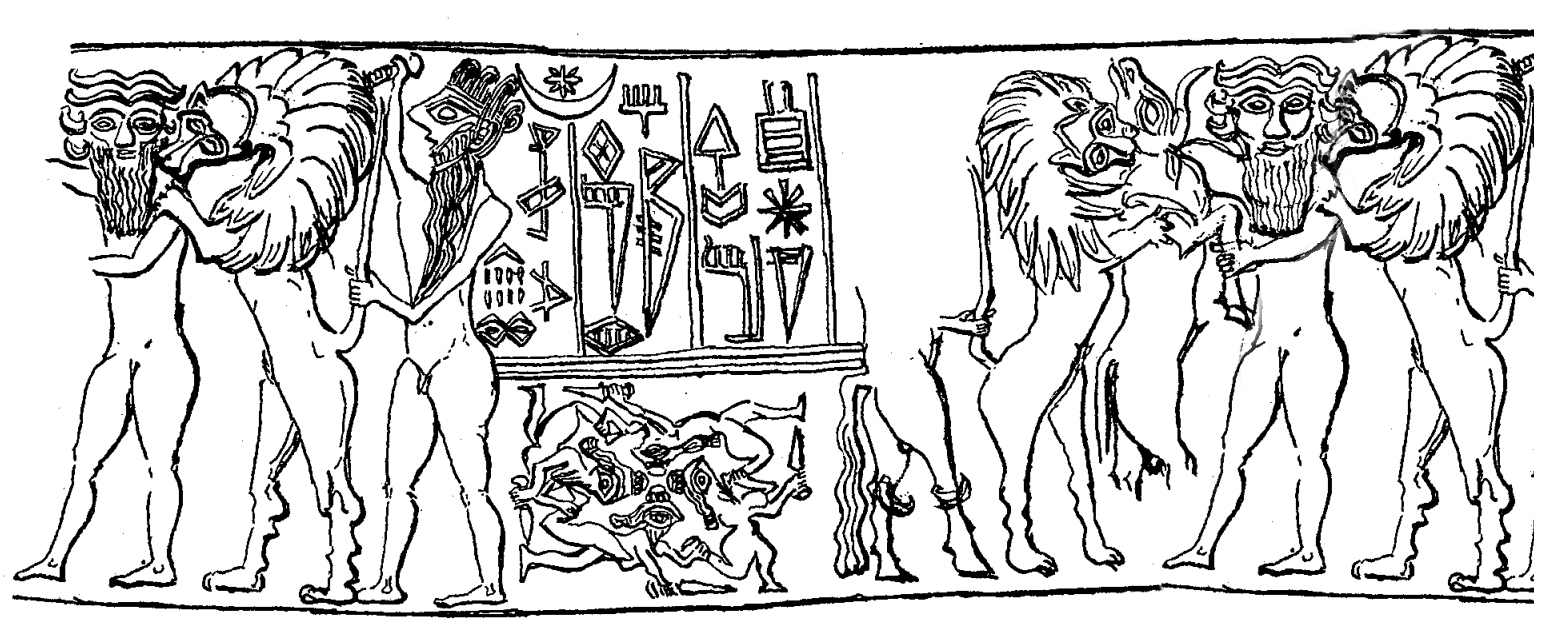
تصویر مُهر «مسانِپادا، پادشاه کیش»، در گورستان شاهی اور (U. 13607) پیدا شده و زمانش به حدود ۲۶۰۰ پیشا دوران مشترک برمی‌گردد. مُهر، گیلگمش و نرگاو افسانه‌ای را در بین دو شیر نشان می‌دهد، یکی از شیرها شانه او را گاز گرفته است. در دو سویِ این گروه انکیدو و قهرمان-شکارچی، با ریشی بلند و سربندِ به سبک کیش، دیده می‌شوند که خنجری در دست دارند. در پایین متن، چهار فرستاده ریشدار و با موی بلند، سواستیکایی از انسان‌ها تشکیل می‌دهند. آنها مجهز به خنجر هستند و پای یکدیگر را گرفته‌اند.

اکثر مورخان عموماً موافقند که گیلگمش پادشاه تاریخی دولت‌شهر اوروک بوده و به احتمال زیاد دوران حکمرانی او اوایل دورهٔ آغازین دودمانی بین‌النهرین (ح. ۲۹۰۰ تا ۲۳۵۰ پیشا دوران مشترک) بوده است. استفنی دَلی، پژوهشگر خاور نزدیک باستان، می‌گوید که «زمان دقیقی نمی‌شود برای گیلگمش تعیین کرد ولی عموماً موافقند که دورهٔ زندگی او ۲۸۰۰ تا ۲۵۰۰ پ.م. بوده است». در کتیبه‌ای که در میان متون باستانی اور پیدا شد و احتمالاً متعلق به یکی از مقامات معاصر زیر نظر گیلگمش است، نام او چنین به میان می‌آید: «گیلگمش آن است که اوتو برگزید». گذشته از این، در «کتیبهٔ تومال»، متنِ تاریخ‌نگاریِ ۳۴ سطریِ زمان حکومت «ایشبی-اِرا» (ح. ۱۹۵۳ تا ح. ۱۹۲۰ پیشا دوران مشترک)، نام او ذکر می‌شود. این کتیبه ساختن دیوارهای اوروک را به گیلگمش نسبت می‌دهد. سطرهای یازده تا پانزده کتیبه چنین است:
برای بار دوم، تومال ویران شد،

گیلگمش «نومونبوررایِ خانه انلیل» را ساخت.

اور-لوگال، پسر گیلگمش،

تومال را سرآمد کرد،

نینلیل را به تومال آورد.
گذشته از این، گیلگمش به پادشاه اِنمباراگسیِ کیش (شخصیت تاریخی شناخته‌شده که ممکن است نزدیک به دوره زندگی گیلگمش می‌زیسته باشد) مربوط است. همچنین، در فهرست پادشاهان سومری نام او به عنوان یکی از پادشاهان اوروک آمده است. تکه‌هایی از متنی حماسی که در مه-توران (تِل حداد امروزی) پیدا شده است، چنین بازگو می‌کند که گیلگمش در پایان عمرش در بستر رود به خاک سپرده شد. مردم اوروک جریان آب فرات را که از آن شهر می‌گذشت، منحرف کردند تا در بسترش پادشاه مرده را دفن کنند.

## ایزدانگاری و دلاوری‌های افسانه‌ای

### شعرهای سومری

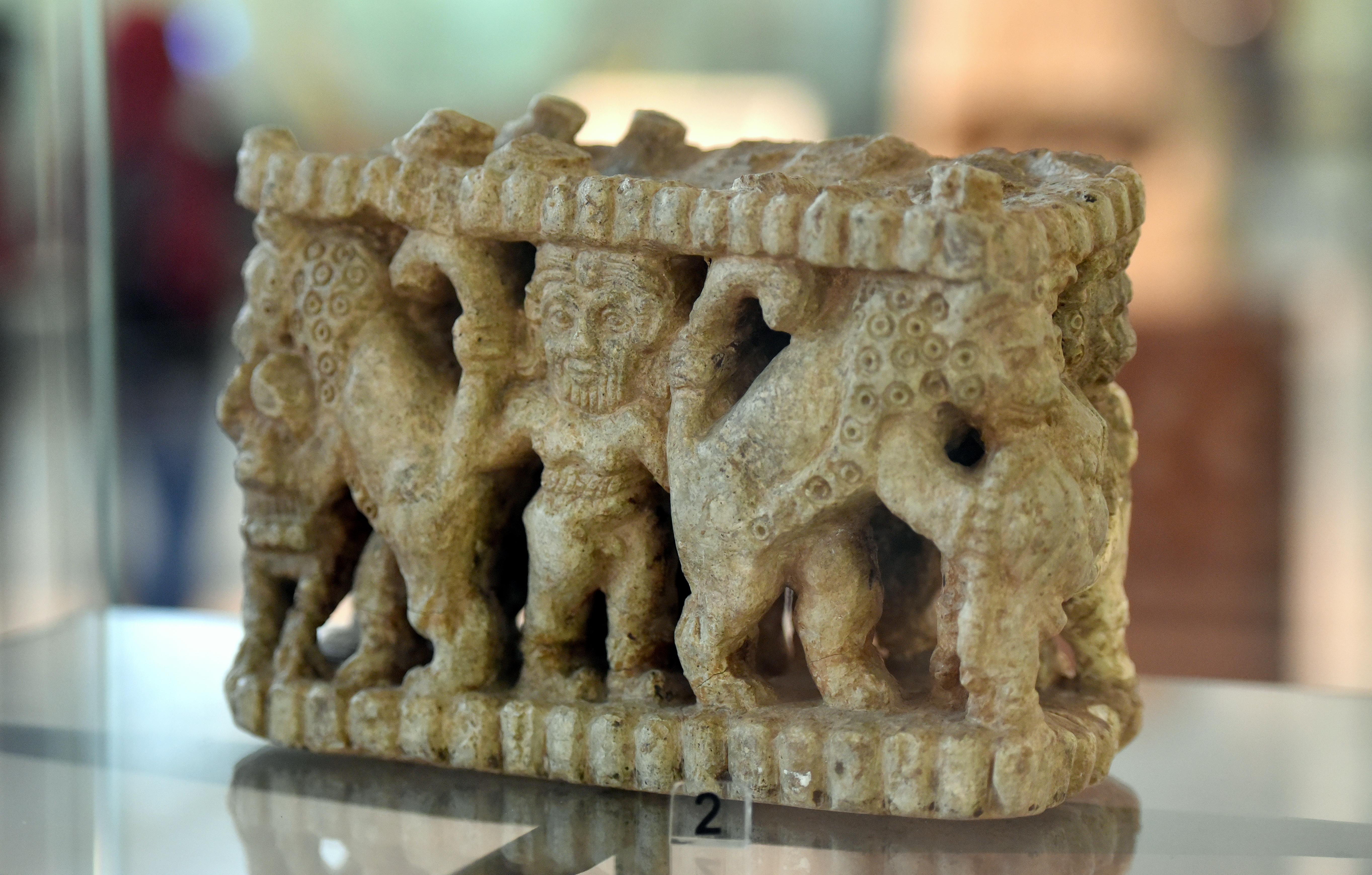
صحنه‌ای حجاری‌شده که گیلگمش را در حال مبارزه با حیوانات نشان می‌دهد. از معبد شارا در «تل اغرب»، منطقه دیاله، عراق. «دوره آغازین دودمانی بین‌النهرین»، ۲۶۰۰ تا ۲۳۷۰ پیشا دوران مشترک. به نمایش درآمده در موزه ملی عراق در بغداد.

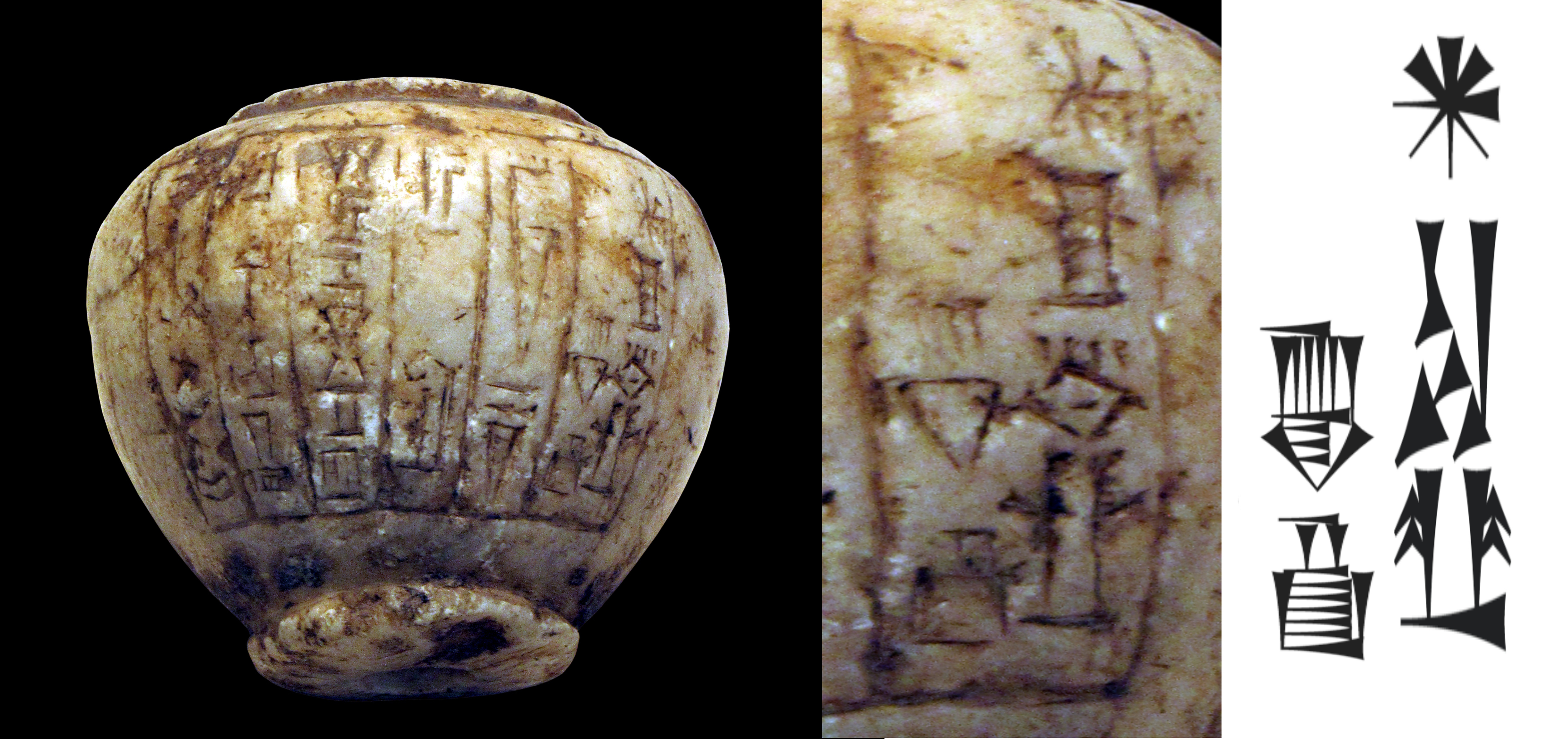
گرز تقدیم‌شده به گیلگمش، با رونویسی نام گیلگمش به خط میخیِ معیار سومری-اکدی، دوره سلسله سوم اور، ۲۱۱۲ تا ۲۰۰۴ پیشا دوران مشترک.

این موضوع قطعی شده است که در اواخر دورهٔ آغازین دودمانی بین‌النهرین، گیلگمش در مناطق مختلف سومر همچون یک خدا پرستش می‌شد. در قرن ۲۱ پیشا دوران مشترک، اوتو-هِنگال پادشاه اوروک، گیلگمش را به‌عنوان خدای حامی خود پذیرفت. پادشاهان سلسله سوم اور (ح. ۲۱۱۲ تا ح. ۲۰۰۴ پیشا دوران مشترک) علاقهٔ خاصی به گیلگمش داشتند، او را «برادر ایزدی» و «دوست» می‌نامیدند. شولگی، پادشاه اور (۲۰۲۹ تا ۱۹۸۲ پیشا دوران مشترک)، خود را پسر لوگالباندا و نینسون و برادر گیلگمش نامید. در طی چند قرن ممکن است که به‌تدریج داستان‌هایی در مورد گیلگمش افزوده شده باشند که برخی به احتمال زیاد از زندگی واقعی سایر شخصیت‌های تاریخی ریشه گرفته‌اند، مانند گودِئا حاکم لاگاش در سلسله دوم (۲۱۴۴ تا ۲۱۲۴ پیشا دوران مشترک). نیایش‌هایی که بر لوح‌های گلی نقش بسته گیلگمش را داور مردگان در جهان زیرین خطاب می‌کنند.

#### گیلگمش، انکیدو و جهان زیرین
در این دوره، افسانه‌ها و روایت‌های بسیاری دربارهٔ گیلگمش شکل گرفت. پنج شعر سومری مستقل که دلاوری‌های گیلگمش را روایت می‌کنند تا به امروز بازمانده‌اند. اولین حضور گیلگمش در ادبیات، به احتمال زیاد در شعر سومری «گیلگمش، اِنکیدو و جهان زیرین» است. روایت با درختِ هولوپو آغاز می‌شود - به احتمال زیاد، طبق نظر سومرشناس ساموئل نوآ کریمر، درخت بید که در ساحل فرات رشد می‌کند. ایزدبانو اینانا درخت را به باغ خود در اوروک می‌برد و قصد دارد پس از رشد کاملِ آن، به سریری تبدیلش کند. رشد درخت کامل می‌شود ولی مار که «افسون نمی‌داند»، آنزو-پرنده و لیلیتو، دیوی بین‌النهرینی، همگی در درخت سکنی می‌گزینند و بانگِ افسوسِ اینانا را برمی‌آورند.
گیلگمش که در این داستان برادر اینانا توصیف می‌شود، پدیدار می‌شود و مار را از بین می‌برد و باعث گریختن آنزو-پرنده و لیلیتو می‌شود. همراهان گیلگمش درخت را قطع می‌کنند و از آن یک بستر و یک سریر می‌سازند و به اینانا تحویل می‌دهند. اینانا در پاسخ، یک پیککو و یک میککو می‌سازد (احتمالا به ترتیب یک طبل و چوبک‌های آن - گرچه نمی‌توان با اطمینان گفت) و به پاداش شجاعت گیلگمش به او می‌دهد. گیلگمش پیککو و میککو رااز دست می‌دهد و می‌پرسد چه کسی آنها را باز خواهد یافت. اِنکیدو برای یافتن آنها به جهان زیرین فرومی‌رود اما قوانین سختگیرانه جهان زیرین را زیر پا می‌گذارد و در نتیجه مجبور می‌شود که برای همیشه در آنجا بماند. قسمت باقیمانده شعر گفتگویی است که در آن گیلگمش از شبح انکیدو دربارهٔ جهان زیرین می‌پرسد.

#### شعرهای پسین
«گیلگمش و آگا» شورش موفق گیلگمش را بر علیه فرمانروا (آگا، پادشاه دولت‌شهر کیش) روایت می‌کند. «گیلگمش و هوواوا» روایتِ چگونه پیروز شدنِ گیلگمش و خادمش انکیدو، با کمک پنجاه داوطلب از شهر اوروک، بر هیولایی به نام هوواوا (غولی که انلیل، فرمانفرمای خدایان، به نگاهبانی جنگل سدر گماشته) است. در «گیلگمش و نرگاو آسمان»، گیلگمش و انکیدو نرگاو آسمان را که ایزدبانو اینانا برای حمله به آن‌ها فرستاده است، می‌کشند. طرح این شعر با صحنه همانندش در حماسه گیلگمشِ اکدیِ جدیدتر تفاوت اساسی دارد. در شعر سومری، به نظر نمی‌رسد اینانا از گیلگمش بخواهد که همسر او شود، در حالی که در حماسه اکدی جدیدتر چنین می‌خواهد. گذشته از این، هنگامی که پدرش آن را وادار می‌کند که نرگاو آسمان را به او دهد، به جای تهدید به زنده کردن مردگان برای خوردن زندگان (که در حماسه اکدی جدیدتر بیان شده است)، تنها تهدید می‌کند که «فریادی» خواهد زد که به زمین برسد. شعری که به نام «مرگ گیلگمش» شناخته می‌شود در وضعیت بدی باقی مانده است اما به نظر می‌رسد که روایتگر به‌خاک‌سپاری بزرگی‌ست که پس از آن فرد درگذشته به جهان زیرین وارد می‌شود. این احتمال وجود دارد که محققان جدیدی که عنوان شعر را انتخاب کرده‌اند، آن را به اشتباه تفسیر کرده باشند و شعر در واقع دربارهٔ مرگ انکیدو باشد.

### حماسهٔ گیلگمش
گیلگمش قهرمان بی‌نظیر جهان باستان گشت-شخصیتی ماجراجو، دلیر اما سوگ‌انگیز که نماد تلاش بیهوده ولی بی‌پایان انسان برای به دست آوردن شهرت، شکوه و جاودانگی است.
تا دورهٔ امپراتوری بابل باستان (ح. ۱۸۳۰ تا ح. ۱۵۳۱ پیشا دوران مشترک)، روایت شاهکارهای افسانه‌ای گیلگمش در قالب یک یا چند حماسهٔ طولانی در هم تنیده شده بود. حماسه گیلگمش، کاملترین گزارش ماجراهای گیلگمش، به زبان اکدی در دورهٔ امپراتوری بابلی میانه (ح. ۱۶۰۰ تا ح. ۱۱۵۵ پیشا دوران مشترک) توسط کاتبی به نام سین-لقی-اونینیتصنیف شد. کاملترین نسخهٔ حماسهٔ گیلگمش بر روی مجموعه‌ای شامل دوازده لوح گِلی نوشته شد (قرن هفتم پیشا دوران مشترک) که در کتابخانه آشوربانی‌پال در نینوا (پایتخت آشور) پیدا شد. متن حماسه تنها به شکل تکه‌تکه باقی مانده که خیلی‌هایشان آسیب جدی دیده یا گم شده‌اند. گروهی از محققان و مترجمان بخش‌های از دست رفته حماسه را با محتوای سرودهای سومری یا سایر نسخه‌های حماسهٔ گیلگمش که در مکان‌هایی دیگر در سراسر خاور نزدیک پیدا شده، تکمیل می‌کنند.

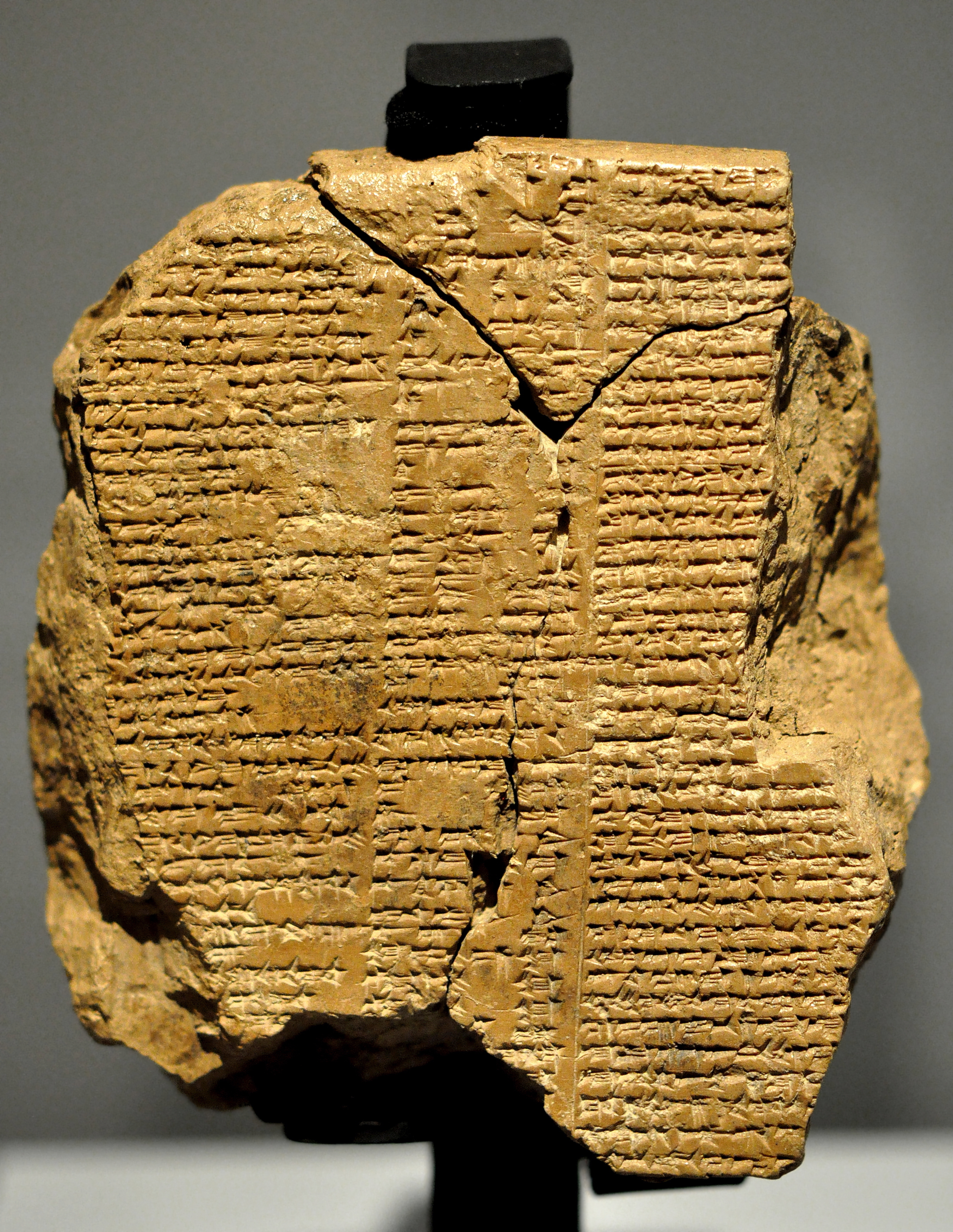
لوح V حماسهٔ گیلگمش. موزه سلیمانیه، عراق

درحماسه، گیلگمش «دو سوم خدایی و یک سوم فانی» معرفی می‌شود. در ابتدای شعر، گیلگمش حاکمی بی‌رحم و ستمگر توصیف می‌شود. این بخش چنین معنا شده که او یا همهٔ زیردستان خود را به کار اجباری وامی‌داشته یا بهره‌برداری جنسی از آنها می‌کرده است. برای مجازات ستمگری گیلگمش، آنو انسانی وحشی (اِنکیدو) را خلق می‌کند. پس از آن‌که «روسپی مقدسی» به نام شَمهات، انکیدو را رام می‌کند؛ او برای مقابله با گیلگمش به اوروک می‌رود. در دومین لوح، دو مرد کشتی می‌گیرند و گرچه در پایان گیلگمش پیروز می‌شود، چنان تحت تأثیر قدرت و سرسختی حریفش قرار می‌گیرد که آن دو دوست صمیمی یکدیگر می‌شوند. در متن‌های نخستین سومری، انکیدو خدمتکار گیلگمش است ولی در حماسهٔ گیلگمش آن دو همراهانی برابر هستند.
در لوح‌های III تا V، گیلگمش و انکیدو به جنگل سدر سفر می‌کنند که هومبابا (برابر اکدی «هوواوا» (سومری)) از آن نگاهبانی می‌کند. قهرمانان از هفت کوه عبور می‌کنند تا به جنگل سدر برسند و در آن‌جا به قطع درختان می‌پردازند. گیلگمش در مواجهه با هومبابا دچار وحشت می‌شود و به درگاه شَمَش (برابر اکدی «اوتو» (سومری)) نیایش می‌کند که با دمیدن هشت باد در چشم‌های هومبابا او را نابینا می‌کند. هومبابا طلب بخشایش می‌کند ولی قهرمانان بدون ترحم، سر از تنش جدا می‌کنند. لوح VI با بازگشت گیلگمش به اوروک آغاز می‌شود، در آن‌جا ایشتار (نام اکدی اینانا (سومری)) نزد او می‌آید و از وی می‌خواهد که همسرش باشد. گیلگمش او را رد می‌کند و بر این پافشاری می‌کند که ایشتار با عاشقان پیشین خود بدرفتاری کرده است.
ایشتار برای انتقام به نزد پدرش آنو می‌رود و می‌خواهد که نرگاو آسمان را به او دهد، سپس آن را برای حمله به گیلگمش می‌فرستد. گیلگمش و انکیدو نرگاو را می‌کشند و قلب آن را به شمش تقدیم می‌کنند. هنگامی که انکیدو و گیلگمش در حال استراحت هستند، ایشتار بر روی دیوارهای اوروک می‌ایستد و گیلگمش را نفرین می‌کند. انکیدو ران راست نر گاو را پاره کرده و به سوی ایشتار پرتاب می‌کند و می‌گوید «اگر دستانم به تو برسند، این همان کاری است که باید با تو انجام دهم و با دل‌وروده‌ات شلاقت بزنم.» ایشتار «نشانده‌ها (روسپی‌های درباری)، روسپی‌ها و هرزه‌ها» را فرا می‌خواند و به آن‌ها دستور می‌دهد برای نرگاو آسمان سوگواری کنند. در همین حال، گیلگمش برای شکست نرگاو آسمان جشنی برپا می‌کند.
آغاز لوح VII بازگویی رویایی‌ست که انکیدو دیده و در آن آنو، اِئا و شمش اعلام می‌کنند که یا گیلگمش یا انکیدو باید به سزایِ کشتن نرگاو آسمان بمیرند. آن‌ها انکیدو را برمی‌گزینند و انکیدو خیلی زود بیمار می‌شود. او در رؤیا جهان زیرین را می‌بیند و سپس می‌میرد. لوح VIII گزارش اندوه تسلی‌ناپذیر گیلگمش برای مرگ دوستش است و تفصیل به‌خاک‌سپاری انکیدو. لوح‌های IX تا XI بازگویی چگونگیِ سفرهای دور-و-درازِ گیلگمش به خاطر اندوه و ترسِ از مرگ خود است، وی سختی‌های بسیاری را پشت سر می‌گذارد تا به منزل‌گاه اوتَنَپیشتی برسد؛ تنها بازماندهٔ طوفان بزرگ که خدایان جاودانگی را به او پاداش دادند.

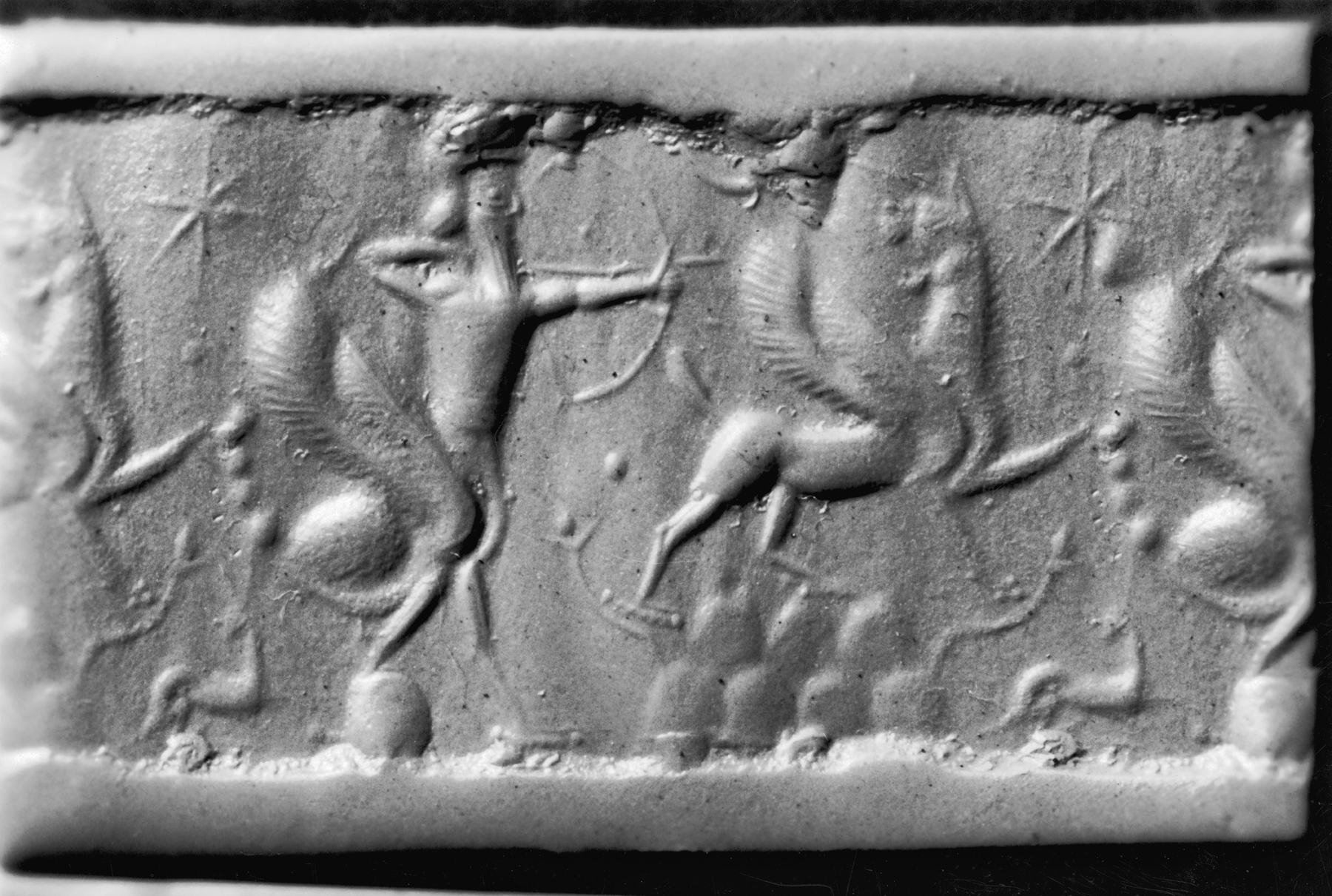
مهر استوانه‌ای دوران ابتدایی امپراتوری آشور میانه (۱۴۰۰ تا ۱۲۰۰ پیشا دوران مشترک)، مردی بالدار را نشان می‌دهد که دم عقرب را دارد و در حال تیر افکندن بر شیردالی بر روی تپه کوچک است. عقرب‌مرد یکی از موجوداتی است که گیلگمش در سفر خود به منزل‌گاه اوتَنَپیشتی با آنها روبه‌رو می‌شود.

سفر برای پیدا کردن اوتنپیشتی شامل اپیزودهایی از چالش‌های مختلف است که احتمالاً در اصل ماجراهایِ بزرگِ مستقلی بوده‌اند ولی در حماسه، به قول «جوزف ادی فونتنروز»، به «حوادث نسبتاً بی‌ضرر» تقلیل پیدا کرده‌اند. نخست گیلگمش در گردنهٔ کوه با شیرها مواجه می‌شود و آنها را می‌کشد. پس از رسیدن به کوه «ماشو»، با «عقرب‌مردی» و همسرش روبه‌رو می‌شود؛ بدنشان با تابندگی وحشتناکی می‌درخشد ولی هنگامی که گیلگمش هدف خود را به آنها می‌گوید، اجازه عبور می‌دهند. گیلگمش دوازده روز در تاریکی سرگردان است و در نهایت به نور می‌رسد. او باغ زیبایی را کنار دریا می‌بیند و در آن «اِیل‌زن» آسمانی، شیدوری، را ملاقات می‌کند. در ابتدا، او سعی می‌کند جلوی ورود گیلگمش به باغ را بگیرد اما سپس تلاش می‌کند او را قانع کند که مرگِ گریزناپذیر را بپذیرد و به آنسوی آبها سفر نکند. هنگامی که گیلگمش از انجام این کار سر باز می‌زند، او را به اور-شانابی، قایقرانِ خدایان، راهنمایی می‌کند که گیلگمش را از راه دریا به منزل‌گاه اوتنپیشتی می‌رساند. زمانی که سرانجام گیلگمش به نزد اوتنپیشتی می‌رسد، او به گیلگمش می‌گوید که برای جاودان شدن باید بر خواب غلبه کند. گیلگمش ناتوان از انجام این کار است، به خواب می‌رود و تا هفت روز بیدار نمی‌شود.
آنگاه اوتنپیشتی به او می‌گوید که گرچه نمی‌تواند جاودان شود ولی با گیاه بازجوانی، جوان خواهد شد. گیلگمش گیاه را به دست می‌آورد اما هنگام شستشو آن را در ساحل می‌گذارد و ماری آن را می‌رباید (دلیلی که مارها قادر به پوست‌اندازی هستند). گیلگمش، دلسرد از این خسران، به اوروک برمی‌گردد و شهر خود را به اور-شانابی (قایقران) نشان می‌دهد. در این بخش است که حماسه روایتِ یک‌دست خود را از دست می‌دهد. لوح XII پیوستی مربوط به شعر سومری گیلگمش، انکیدو و جهان زیرین است و در توصیف از دست دادن پیککو و میککو است.
عناصر متعددی در این روایت با بخش‌های ابتدایی حماسه در تداوم قرار ندارند. در ابتدای لوح XII انکیدو هنوز زنده است، با وجود اینکه قبلاً در لوح VII مرده بود و گیلگمش با ایشتار مهربان است، علیرغم دشمنی خشنی که در لوح VI به نمایش گذاشتند. همچنین، در حالی که اکثر بخش‌های حماسه اقتباس‌های آزادی از شعرهای سومری مربوط به خود هستند، لوح XII ترجمه تحت‌اللفظی و واژه‌به‌واژه بخش آخر «گیلگمش، انکیدو و جهان زیرین» است. به همین دلایل، محققان نتیجه می‌گیرند که این روایت به احتمال زیاد به آخر حماسه ملحق شده است، چون با روایت بزرگتر مطابقت ندارد. در آن، گیلگمش منظری از روح انکیدو را می‌بیند که قول می‌دهد اشیایی که گم شده‌اند را بیابد و برای دوستش شرایط دهشتناک جهان زیرین را تعریف می‌کند.

### در هنر بین‌النهرین
گرچه داستان‌های گیلگمش در سراسر بین‌النهرین باستان بسیار محبوب بودند، بازنمایی اصیل از او در هنر باستانی کمیاب است. آثار مشهور معمولاً تصاویر قهرمانی با موی بلند، با چهار یا شش حلقه مو را به بازنمایی گیلگمش مربوط می‌کنند ولی این شناسایی نادرست است. با این وجود، تعدادی بازنمایی واقعی از گیلگمش در بین‌النهرین باستان وجود دارد. این بازنمایی‌ها معمولاً بر روی لوحه‌های گِلی و مُهر استوانه‌ای یافت می‌شوند. به‌طور کلی، تنها موقعی می‌توان شخصیتی را در هنر به گیلگمش مربوط کرد که اثر هنری مورد بحث به روشنی صحنه‌ای از حماسهٔ گیلگمش را نمایش دهد. گروهی از بازنمایی‌های گیلگمش، در صحنه‌های نبرد دو قهرمان با غولی اهریمنی، به یقین هومبابا، یافت می‌شود. گروهی دیگر در صحنه‌هایی که همان دو قهرمان را در حال مقابله با گاو بالدار غول‌پیکری، به یقین نرگاو آسمان، نمایش می‌دهند، دیده می‌شوند.

## تحلیل محتوا
صحنه اصلی در دولت‌شهر باستانی اوروک است، در سرزمین سومر. اوروک، بزرگ‌ترین شهر در زمان خودش، توسط حاکم بیدادگری به نام گیلگمش اداره می‌شود. مادر او، ایزدبانو نینسون است و گیلگمش خود نیمه-خدا محسوب می‌شود اما در همان حال انسانی میراست. او یکی از شخصیت‌های اصلی قصه بود. دستاورد ماندگارش، دوباره ساختن دیوارهای شهر بر پی‌ریزی‌های پیش از طوفان بوده و با تبحر نظامی توانسته بر دولت‌شهر رقیب در شمال، کیش، فائق آید. در فهرست‌های نخستینِ خدایان، جایگاهی دارد و در اواخر هزاره سوم پیشا دوران مشترک، آیینی با مرکزیت وی ایجاد می‌شود. در سنت پسین (آنگونه که در شعر سومری [«مرگ بیلگمس»] آمده است) بر ارواح مردگان در جهان زیرین حاکم می‌شود. اسنادی واقعی، از پادشاهانی که مردم باستان همزمان با وی می‌دانستند، به دست آمده است و احتمالاً همانگونه که روزگاری شاه آرتوری زندگی می‌کرده، شاه گیلگمشی نیز حقیقتاً وجود داشته است. مسلماً سنت تاریخی بومی به این مسئله باور داشته و نام گیلگمش در فهرست پادشاهان سومری به عنوان پنجمین حاکمِ «اولین سلسله اوروک» آمده است؛ بنابراین باید در حدود ۲۷۵۰ پیشا دوران مشترک زندگی کرده باشد (گرچه عده‌ای زمان او را صد سال پیش از آن می‌دانند). در فهرست پادشاهان سالهای پادشاهی او به میزانی افسانه‌ای، ۱۲۶ سال به درازا کشیده و در دوره‌ای مبهم در لبهٔ تاریخ بین‌النهرین قرار دارد هنگامی که خدایان (مانند حماسه‌های هومری) علاقه‌ای شخصی به امور انسان داشتند و اغلب مستقیماً با آنها در تعامل بودند.
برجسته‌ترین خدایان، سه‌گانهٔ برین بودند، شامل خدای آسمان آنو، در دور دست در کاخ سماوی‌اش؛ انلیل با جایگاهی مهم‌تر، بر روی زمین و در معبدش به امور خدایان و انسان‌ها سر و سامان می‌داد؛ ائایِ خردمند در اقیانوس آبهای تازه‌اش («اقیانوس پایین») در زیر زمین زندگی می‌کرد و اوست که «هفت فرزانه» را برای متمدن کردن بشریت فرستاد. سپس مهربان «ایزدبانوی مادر»، «بانوی خدایان»، قرار داشت که با کمک ائا انسانها را خلق کرد؛ ادد، خدای تندر؛ سین، «خدای ماه» (پسر باشکوه انلیل). فرزندان «ماه» این دو بودند: شمش، «خدای خورشید» (حامی مسافران و محافظ ویژهٔ گیلگمش) و ونوس بابلی، ایشتار بی‌تاب که هم عشق جنسی را بر عهده داشت و هم جنگ - و برای هر دو اشتهایی سیری‌ناپذیر. در پایین قلمرو ائا، در اعماق جهان زیرین -دنیای تیرهٔ مردگان- ملکه حاکم بر آن زندگی می‌کرد، ارشکیگالِ تلخ‌رو. دمرافتاده بر زمین در سوگواری ابدی، نامتار دست‌یاری‌اش می‌کرد.
انسان در شهرها زندگی می‌کرد و زمین را می‌شکافت. زمینی که آب به آن راه نداشت، شبانان بودند با گله‌هایشان (نگران از گرگ و شیر). دورتر، دنیای وحشی، مأوای شکارچیان و پناه قانون‌گریزان؛ قصه می‌گفت روزگاری در آنجا مردی بیگانه وحشی پرسه زده است که غزال‌ها بزرگ کردند. نامش انکیدو بود. در مسافت چندین ماهه از دنیای وحشی، در فراسوی چندین رشته کوه، جنگل سدرِ مقدس بود؛ می‌گفتند خدایان در آنند. غولی مهیب نگاهبانش، با نام هومبابا. جایی در کناره جهان که عقرب‌مردان بودند، دو کوه ماشو بود که خورشید در آن طلوع و غروب می‌کرد. باز هم دورتر، در پایان دیگرِ «راه خورشید»، «باغ گوهران» بود و در میخانه‌ای بر کناره اقیانوسی گذرناپذیر (که زمین را احاطه کرده بود)، ایزدبانوی اسرارآمیز، شیدوری، در پرده خردمندی می‌بخشید. در آنسوی اقیانوس، «آب‌های مرگ» بود و فرای آنها در جزیره‌ای دورافتاده (که در آن دوباره دجله و فرات از اعماق سربرمی‌آوردند)؛ دور از همه انسان‌ها، به جایی که تنها قایقرانی با نام اور-شانابی راه به آن داشت؛ پادشاه پیش از طوفانی با نام اوتنپیشتیِ دورافتاده زندگی می‌کرد؛ بازمانده از طوفانی که انلیل در سپیده‌دم تاریخ به پا کرد، پس، از مرگ فانی‌ها رهایی یافت.

### نقد ادبی
از دیدگاه اندرو جرج، ترس از مرگ به واقع موضوعی جهانی است که بخش‌های گوناگون شعر را به هم پیوند می‌دهد: نخست خود را در آوازه‌جویی جاودان از طریق کارهای قهرمانانه نشان می‌دهد؛ سپس در جستجویی که برای به دست آوردن زندگی جاودان حقیقی انجام می‌گیرد و در نهایت رسیدن به این درک که تنها جاودانگی احتمالی، بر جای گذاشتن یادگاری ماندگار است. حماسه فقط این نیست، داستان انسانی در «راهی به فرزانگی» است؛ پیروزی‌ها و شکست‌هایی که شخص را شکل می‌دهد و در نتیجه دیدگاهی عمیق دربارهٔ شرایط بشری، زندگی-و-مرگ و حقایقی که همگی ما را تکان می‌دهد، به دست می‌آید. در همین حال، موضوعی که احتمالاً بیشتر مورد توجه دربارهای پادشاهی بابل و آشور بوده، وظایف شایسته پادشاهی است. یک پادشاه خوب چه کاری را باید و چه را نباید انجام دهد. بخش آموزشی حماسه را در وظایف انسان نسبت به خانواده‌اش نیز می‌توان مشاهده کرد. ستیز جاودان پرورش و سرشت (همراه با رفاقت) نیز بررسی می‌شود که خود را در ترجیح مدنیت بر وحشی‌گری نشان می‌دهد. در این میان، داستان سنتی «طوفان» نیز با هنرمندی بیان می‌شود.
حماسهٔ گیلگمش از نادر آثار ادبی بابلی است که بدون داشتن دانشی دربارهٔ تمدنی که از آن برخاسته است، می‌تواند خوانده شود. نام شخصیت‌ها ممکن است ناآشنا باشد و مکان‌ها غریب بنمایند اما برخی از درون‌مایه‌های شاعر آنچنان در تجربه انسانی، جهانی است که خواننده مشکلی در ارتباط برقرار کردن با نیروهای پیش‌برنده، آرمان‌ها، اندوه و ناامیدی قهرمان نمی‌یابد. ویلیام ال. موران، ویژگی داستان گیلگمش را «پافشاری بر ارزش‌های انسانی» و «پذیرش محدودیت‌های بشری» دانسته و به دنبال آن، حماسه را «سند انسان‌گرایی باستانی» توصیف کرده است. در واقع نیز، حتی برای مردم باستان، این داستان بیش از آنکه دربارهٔ خدمت به خدایان باشد، دربارهٔ انسان بودن است. همانگونه که در آغاز و پایان حماسه به روشنی آمده، گیلگمش بیشتر برای دستاوردهایش ستایش می‌شود و نه برای ارتباطش با خدایان. تورکیلد یاکوبسن، در جایی حماسه را «داستان فهمِ مواجهه با واقعیت، داستان «بزرگ شدن»» توصیف کرد. اما حماسه بیش از این است. در مقام شعری که با بررسی حقیقت وضعیت بشری رو به رو است، حماسه پیامی برای نسل‌های آینده دارد، چه در همان زمان و چه اکنون. زندگی، بنا به ضرورت، سخت است اما انسان را خردمند می‌کند. پیام حماسهٔ گیلگمش، بیهودگی جستجوی قهرمان است: به دنبال جاودانگی بودن، حماقت است. وظیفهٔ شایستهٔ یک انسان پذیرش زندگی فانی است که تقدیرش است و از آن حداکثر لذت را بردن. بن‌مایه‌های بیهودگی تلاش‌های انسان و از خانواده خود لذت بردن، در ادبیات «حکمت» خاور نزدیک باستان، رایج است. اگر به عنوان «حکمت» خوانده شود، حماسه دارای پیام و محتوای جدی دینی است. دیدگاه‌های آن دربارهٔ وظایف شایسته انسان و پادشاهان کاملاً با خواست‌های خدایان می‌خواند و با ایدئولوژی دینی بین‌النهرین باستان سازگار است: اراده خدایان را محقق کن، خویشکاریِ مورد نظر آنها را داشته باش. پس با وجود آنکه می‌توان از خود حماسه لذت برد و تحقیقی نکرد اما با پیگیری روابط بین خدایان، شاهان و انسان‌ها و دانش بر اینکه بابلیان، چگونه درکی از جهان خود داشتند، بینش ما از این اثر، گسترده‌تر خواهد شد. بنا بر منابع گوناگون بین‌النهرین باستان، به سومری و به اکدی، بابلیان اعتقاد داشتند هدف نوع بشر، خدمت به خدایان بوده است. بار مسئولیت بسیار بیشتر از حرکت دادن زمین بود. ایدئولوژی چنین بود که بارگاه الهی در خدمت خدا است اما واقعیت این بود که نیازهای وی توسط گروهی از انسان‌ها برآورده می‌شود که در خدمت معبد هستند. معبد، مرکز فعالیت اقتصادی نیز بود… بیوه‌ها، یتیمان و سرراهی‌ها باید نشانی بر خود داشته باشند تا جایگاه اجتماعی آنها را روشن کند (همانگونه که مادر گیلگمش عمل می‌کند در زمانی که انکیدو را به فرزندی می‌پذیرد).
خلقت انکیدو در لوح I به سنتی دیرینه برمی‌گردد. اسطورهٔ بربریت نخستین بشر در تضاد با سنتی قرار می‌گیرد که در آن بشر برای به دست گرفتن ابزارهایی خلق می‌شود که پیش از آن متعلق به خدایانِ ساکن در شهر بوده است. اسطوره‌های اکثر تمدن‌ها شفاهی و در اصل، گوناگون است؛ سنت‌های مختلفی دربارهٔ اینکه چگونه اوضاع فعلی ایجاد شد، بدون مشکل همزیستی می‌کردند (در کتاب مقدس نیز همین‌گونه است). سنتی که انسان‌های نخستین را رها در جهانِ بی‌قانون و بی‌تسلط پادشاهان بر آنها در نظر می‌گیرد به شکل‌گیری این اسطوره کمک کرده است که پادشاهان، موجوداتی جدا از سایر آدم‌های میرا خلق شده‌اند. این همان تصویری است که در حماسهٔ گیلگمش وجود دارد که از همان لوح I نمودار است. نه فقط این، علاوه بر آن، پادشاه اشتیاق غریزی برای مشاورت معتمد نشان می‌دهد (پایان لوح I و انتظار برای انکیدو که در خواب وی را دیده است). در اسطوره‌ای دیگر، ائا جهان را گونه‌ای نظم می‌دهد که خدایان در خانه‌هایشان آسوده باشند. برای این کار، «پادشاه را برای آذوقه‌رسانی خلق می‌کند، انسان‌ها را برای نیروی کاری خلق می‌کند». با در نظر داشتن این موضوع است که می‌توان بخش دوم مشاورت اوتَنَپیشتی به گیلگمش در لوح X را درک کرد: پادشاه باید رساندن پیشکش‌های مورد نیاز معبد خدایان را تضمین کند. در حماسه، اوتنپیشتی در جایگاه مرد خردمند جوهری است که اسرار عالم را می‌داند. وی و دانش وی، باستانی و یگانه در میان انسان‌ها، غایت جستجوی طولانی و طاقت‌فرسای گیلگمش است. مشاورت و داستان اوتنپیشتی نقطهٔ اوج حماسه را شکل می‌دهد و در اینجاست، الواح X و XI، که باید در انتظار برجسته‌ترین پیام شاعر باشیم. جدا از وظیفهٔ شاهان در مورد آذوقه‌رسانی معابد، فرزانهٔ پیر چه می‌گوید؟ نخست، اوتنپیشتی پادشاهان را در مقابل احمق‌ها قرار می‌دهد. منظور از احمق‌ها؛ ساده‌لوح‌ها، کودن‌ها و خرفت‌های روستایی است که در جامعه در دورترین جایگاه نسبت به پادشاهان قرار دارند… به نظر می‌رسد یکی از دلالت‌ها بر این است که گیلگمشِ ژنده‌پوش و سرگردان که گوشت خام می‌خورد، نه مانند یک پادشاه بلکه همچون یک احمق رفتار می‌کند. جستجوی وی، جستجوی یک نادان است. مایهٔ سرزنش است؛ کسی که برای پادشاهی به دنیا آمده باید همچون یک پادشاه رفتار کند. دلالت دیگر بر این است که وظیفه پادشاهان است که به کسانی که نمی‌توانستند به خود کمک کنند، کمک کنند. بخش دوم مشورت اوتنپیشتی پیش از این توضیح داده شد: ترسیم انتظارات خدایان از پادشاه. کاری که گیلگمش به به جای سرگردانی باید انجام دهد این است که از خدایان، اربابانش، و مردم، تابعانش، مراقبت نماید. بخش سوم مشورت اوتنپیشتی که مهمترینش است، گفتار او دربارهٔ زندگی و مرک و بیهودگی جستجوی گیلگمش برای جاودانگی است.  وارونه رویداد تمیزی است که حتماً هر بابلی فرهیخته‌ای آن را درک کرده است؛ قهرمانی که در زندگی نتوانست خدا باشد، با مرگ توانست.
پیام شاعر چنین است: افراد به جستجوی فردی خود دست می‌زنند. گاهی به آنچه می‌خواهند دست می‌یابند و اغلب به آنچه می‌خواهند دست نمی‌یابند. باید با حقیقت زندگی بشری کنار بیایند که همان مرگ انسان است. اما زندگی بشری دیگری نیز هست که فردی نیست؛ و آن زندگی اجتماعی است. باید به یاد داشت تمدن بابل تمدنی مدرن نیست که در آن بر آزادی فردی تأکید شده باشد. در تمدن مدرن، بر جایگاه فرد و حقوق فرد تأکید می‌شود. اما در تمدن بابل بر ارزش‌های اجتماعی و زندگی کردن بر مبنای آن تأکید می‌شد. شاعر می‌گوید فرد، موجودی یک‌روزه است (قدیمی‌ترین استفاده از یک‌روزه برای اشاره به زندگی کوتاه انسان) که بدون بر جا گذاشتن اثری از بین می‌رود. اما زندگانی بشری که نمادش شهر است، برای همیشه بر جا خواهد ماند.

## جایگاه لوح XII در چگونگی پایان روایت

### پایان روایت در لوح XI
معمولاً پژوهشگران پایان داستان در لوح XI را نشانه پذیرش می‌دانند، سطرهای پایانی بازتاب آغاز حماسه هستند: «از سفری دراز برگشت؛ فرسوده ولی در آرامش بود.» در ادامه این تفسیر به سخنان شیدوری با گیلگمش استناد می‌کنند: «زندگی که در پی آنی هرگز نخواهی یافت: / هنگامی که خدایان انسان را خلق کردند، / مرگ را به انسان بخشیدند، / زندگی را برای خود نگاه داشتند. / اما تو، گیلگمش، بگذار شکمت پر باشد، / خوش گذران همیشه شب و روز! / شادی کن هر روز، / برقص و بازی کن روز و شب! / لباس‌هایت تمیز باشند، / سرت شسته باشد، آبتنی کن! / چشم بدوز به کودکی که دستت را نگاه داشته، / بگذار همسرت بارها در آغوشت لذت ببرد!» یا به سخنان گیلگمش با اور-شانابی هنگام بازگشت به اوروک اشاره می‌کنند و آن را نشانهٔ پذیرش و آرامش می‌دانند: «اور-شانابی، بر بالای دیوار اوروک شو و به پس و پیش رو! پِی‌ریزی‌هایش را برانداز کن، آجرکاری‌اش را ببین! آجرهایش در کوره پخته نشدند؟ «هفت فرزانه» پی‌ریزی‌هایش را بنیاد نریختند؟».
جکوبسن کنش درونی گیلگمش را «شورشی در برابر مرگ» توصیف می‌کند. این شورش در جهانی که زمانی تصور می‌شد دارای نظم و نیک است، برخواسته از این عقیده است که مرگ شوم است و جنایتی بر ضد خودآگاهیِ در حال رشدِ انسان. پس فریادی در حمایت از زندگی است. در پایان حماسه، ماری قدرت زندگی دوباره را به دست می‌آورد، همان چیزی که انسانی در پی آن بوده ولی از دست داده است. در مفهوم کلی، خواننده است که باید تصمیم بگیرد پایان برایش به چه معنا است. مسئله‌ای درونی است. کسی می‌تواند این از دست دادن را تراژیک بداند (همانگونه که احتمالاً سومریان و بابلیان می‌دانستند). یا دیگری می‌تواند امیدوار باشد که برای انسان، تجربهٔ دانش بسیار مهم‌تر از مالکیت هر چیزی است.

### پایان روایت در لوح XII
اکثر پژوهشگران لوح XII را پیوست می‌دانند. اندرو جرج نیز از کنار این لوح می‌گذرد و تنها در چند خط توضیح می‌دهد که این لوح بخشی از حماسه نیست و فقط ترجمه‌ای از شعر سومری بیلگمس و جهان زیرین به زبان اکدی است. وی احتمال می‌دهد که دلیل این کار، مربوط بودنِ محتوا بوده است و به پایانِ شعر سومری در کتاب ارجاع می‌دهد که ترجمه‌ای از متن اکدی در پی آن آمده است.

 هربرت میسن در ترجمهٔ خود از حماسه که آن را «روایتی به نظم» می‌نامد در همان حال که متن اصلی را با ترجمهٔ لوح XI و بازگشت گیلگمش به اوروک پایان می‌دهد و تأکید می‌کند برای پیوستگی روایت این کار لازم بوده ولی نگاهی متفاوت به لوح XII دارد و معتقد است که می‌توان آن را دنباله‌ای برای این پایان، در نظر گرفت.

شبی در تنهایی خویش / گیلگمش به ائا التماس کرد / تا درگاه مرگ را به رویش گشاید / تا روح انکیدو اجازه یابد / برای یک دم به وی بازگردد.

برای یک دم، به لطف ائا، / دو یار به هم رسیدند / و نزدیک بود که به یکدیگر دست زنند. گیلگمش / ناتوان از نَگریستن / اصرار کرد تا او پیش آید.

کافی برایم گریستی، / انکیدو گفت. / دوست نباید بر غم بیفزاید. / سست گشته‌ام، ویران شده / جسمم. نباید لمسم کنی.

باید ببینم که تو همانی، / گیلگمش فریاد کشید.

می‌ترسم متنفر باشی / از دوستی که داشتیم / چون جاودان نماند.

گیلگمش، بی‌اعتنا، دست دراز کرد / به سوی تصویر دوستش / می‌خواست ببیند آنچه را ائا پنهان کرده.

اگر دوستم هستی، انکیدو گفت، / نباید لمسم کنی. همانگونه باش / که اوتنپیشتیم با تو بود.

گیاهی به من داد / می‌دانست از دستش می‌دهم! / به تو دانش روحت را داد.

گیلگمش آرام بر جای ماند / در تاریکی، آگاه / از سکوتِ دوباره / و از سایه‌هایی که برای سالها / نبودِ دوستش را دربرداشت، / گویی همینک / از خاطره / به زندگی بازگشته است.

همهمه در شهرش / و صدای خنده از بیرون / به گوشش رسید، یا / تنها رؤیایی دیگر بود / یا حیله‌های دیگرِ لطفِ ائا؟

مهم نبود کدامست، بیرون رفت / برای آنکه خودش نظاره کند / که چه آنها را / به جشن کشانده.

قدرت احساسی حماسه جایگاه آن را در ادبیات جهان تضمین کرده است. گیلگمش محکی برای سایر آثار «مدرن» است. یادآور داستاهای بسیاری در کتاب مقدس یا در هومر است که اکنون در خودآگاهی فرهنگی ما قرار دارند. در اینجا، تمرکز میسن بر «اندوه تسلی‌ناپذیر» است که لحنی کمتر خوش‌بینانه اما همچنان در تأیید زندگی دارد. وی تجربهٔ شخصی خود را در پایان کتاب آورده است.

## بازیابی مدرن
متن اکدی حماسهٔ گیلگمش ابتدا در سال ۱۸۴۹ توسط باستان‌شناس انگلیسی آستن هنری لایارد در کتابخانه آشوربانیپال در نینوا پیدا شد. لایارد به دنبال شواهدی برای تأیید تاریخی بودن وقایع توصیف شده در تنخ (عهد عتیق مسیحیان) بود که در آن زمان تصور می‌شد شامل قدیمی‌ترین متن‌ها در جهان است. به جای آن، حفاری‌های او و دیگران وجود متن‌های بین‌النهرینی بسیار قدیمی‌تر را آشکار کرد و نشان داد که ممکن است بسیاری از داستان‌های عهد عتیق از اساطیری گرفته شده باشند که در سراسر خاور نزدیک رواج شفاهی داشتند. اولین ترجمه از حماسه گیلگمش در اوایل دهه ۱۸۷۰ توسط جرج اسمیت، محققی در موزه بریتانیا انجام شد که داستان طوفان در لوح XI را در سال ۱۸۸۰ با عنوان گزارش کلدانیِ سفر پیدایش  منتشر کرد. نام گیلگمش در ابتدا به اشتباه ایزدوبار خوانده شد.
علاقهٔ اولیه به حماسه گیلگمش تقریباً منحصر به روایت طوفان لوح XI بود. داستان طوفان توجه عموم مردم را به خود جلب کرد و جنجال گسترده‌ای را در میان محققان به دنبال داشت، در حالی که بقیه حماسه تا حد زیادی نادیده گرفته شد. در سوم دسامبر ۱۸۷۲، خبر سخنرانی جرج اسمیت در «انجمن باستان‌شناسی کتاب مقدس» (با حضور اشخاصی چون هنری راولینسون (یکی از نخستین کسانی که خط میخی را خواند) و نخست‌وزیر آن زمان (ویلیام گلدستون)) با عنوان «تاریخ کلدانی طوفان»، تیتر اول تایمز لندن شد. جلسه با حضور پرشمار علاقه‌مندان به موضوع برگزار شد و خبر آن در ۲۰ دسامبر ۱۸۷۲ در صفحه دوم نیویورک تایمز بازچاپ شد. اسمیت سخنرانی خود را از دیدگاهی علمی مطرح کرد با این حال، خواندن ترجمه‌اش از لوح XI و مقایسه ریزبینانهٔ آن با روایت کتاب مقدس، بحث پرشوری در پی داشت. یکی از پیامدهای این سخنرانی، حمایت مالی روزنامه دیلی تلگرام برای سفر به نینوا و پیدا کردن تکه‌های گمشده بود. برخی از کتاب‌های اسمیت دربارهٔ تحقیقات و ترجمه‌های خود پرفروش شد. در یکی از این کتاب‌ها، او جدولی از بیست و سه مورد شباهت روایت طوفان در حماسه و کتاب مقدس فراهم کرد، اما خود را از جنجال دور نگه داشت. در آن زمان، مناظره‌های دین‌شناسانه شدیدی دربارهٔ نظریات تکاملی داروین و کشفیات جدید زمین‌شناسی دربارهٔ قدمت سیاره زمین در جریان بود که با تحقیقات اسمیت گسترش بیشتری پیدا کرد.
بیشترین توجه به حماسه گیلگمش در اواخر قرن نوزدهم و اوایل قرن بیستم از سوی کشورهای آلمانی‌زبان بود که جنجال بر سر ارتباط بابِل و کتاب مقدس شدت گرفت. در ژانویه ۱۹۰۲، آشورشناس آلمانی «فردریک دِیلیچ» در برلین در حضور قیصر و همسرش سخنرانی کرد و در آن استدلال کرد که داستانِ طوفانِ سفرِ پیدایش از حماسه گیلگمش رونوشت شده است. سخنرانی دِیلیچ آنقدر جنجال‌برانگیز بود که تا سپتامبر ۱۹۰۳، وی موفق به گردآوری ۱۳۵۰ مقالهٔ کوتاه در روزنامه‌ها و مجلات، بیش از ۳۰۰ مقاله طولانی‌تر و بیست و هشت رساله چاپی شد که همگی در جوابِ این سخنرانی و سخنرانی دیگرش دربارهٔ رابطه بین قانون حمورابی و شریعت موسی در تورات بودند. این مقالات به شدت از دِیلیچ انتقاد می‌کردند. قیصر از دِیلیچ و دیدگاه‌های رادیکال او فاصله گرفت و در پاییز ۱۹۰۴، دِیلیچ مجبور شد سخنرانی سوم خود را به جای برلین در کلن و فرانکفورت ایراد کند. رابطه احتمالی بین حماسهٔ گیلگمش و تَنَخ بخش عمده‌ای از استدلال دیلیچ در کتابش فریب بزرگ را تشکیل داد: تَنَخ به‌طور غیرقابل جبرانی به تأثیر بابِلی «آلوده» شده است و تنها با حذفِ کاملِ عهد عتیقِ بشری است که سرانجام مسیحیان می‌توانند به پیام حقیقی و آریایی عهد جدید ایمان بیاورند.

## بازآفرینی

### در ادبیات کهن

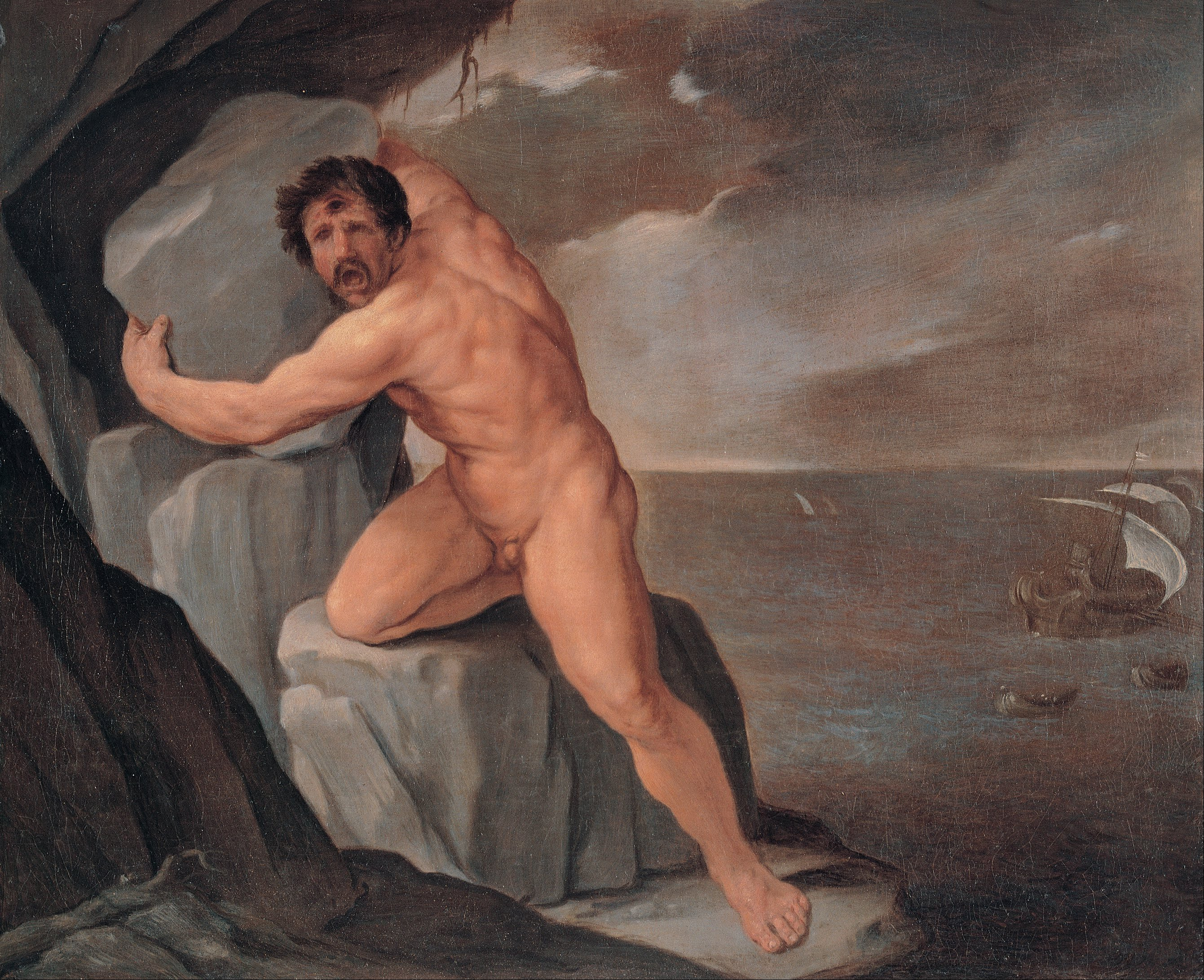
بخشی که شامل مواجهه اولیس با پولیفموس در ادیسه می‌شود، شباهت‌هایی با نبرد گیلگمش و انکیدو با هومبابا در حماسه گیلگمش دارد (نقاشی اثر گیدو رنی - قرن هفدهم).

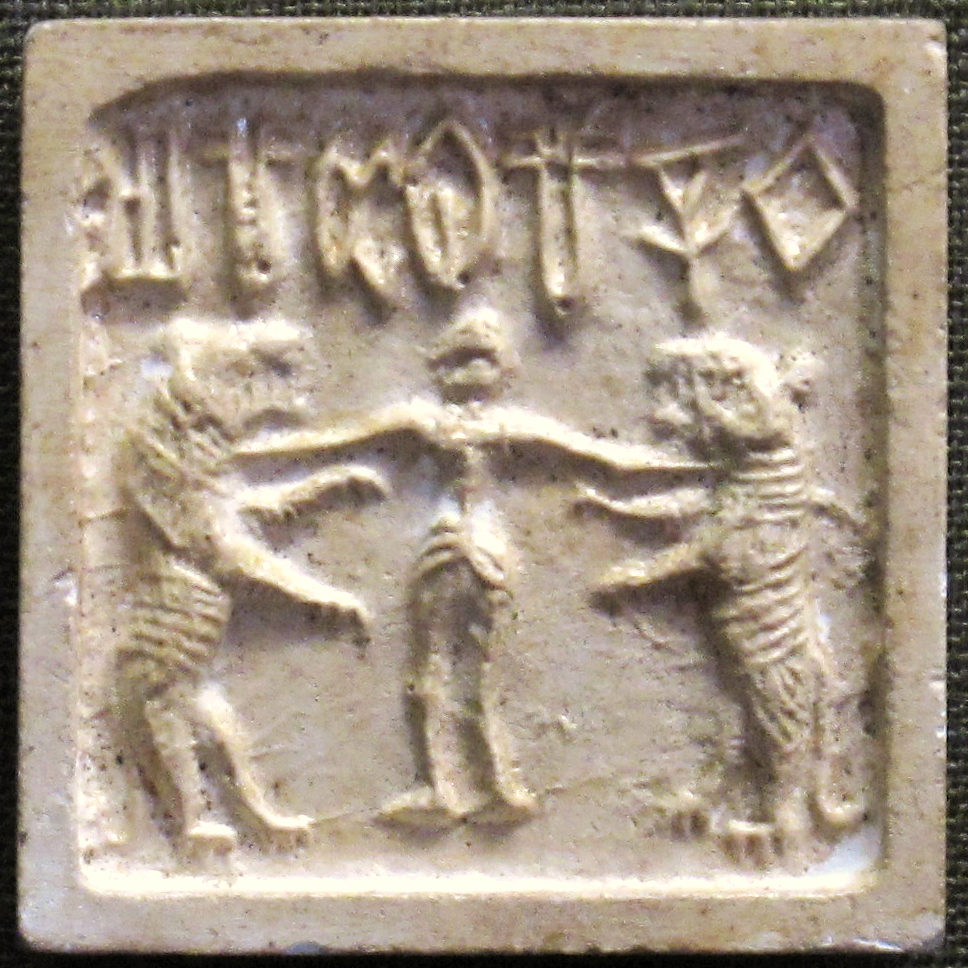
مهر تمدن دره سند با بن‌مایهٔ «سرور حیوانات» (مردی که با دو شیر می‌جنگد - ۲۵۰۰ تا ۱۵۰۰ پیشا دوران مشترک)، شبیه است به بن‌مایهٔ سومری «گیلگمش»، نمادی از «روابط سند-بین‌النهرین».

حماسهٔ گیلگمش تأثیر قابل توجهی بر ایلیاد و ادیسه (دو شعر حماسی به یونانی باستان در قرن هشتم پیشا دوران مشترک) داشت. به گفتهٔ بری پاول، محقق دوره کلاسیک آمریکایی، به احتمال زیاد یونیان نخستین به واسطه ارتباطات وسیع خود با تمدن‌های خاور نزدیک باستان در معرض سنت‌های شفاهی بین‌النهرین قرار گرفته بودند و همین مواجهه منجر به شباهت‌هایی شده است که بین حماسه گیلگمش و حماسه‌های هومر دیده می‌شود. والتر برکرت، کلاسیک‌شناس آلمانی، شباهت‌ها را چنین می‌بیند: صحنه لوح VI حماسه گیلگمش که در آن گیلگمش پیشروی جنسی ایشتار را رد می‌کند و او نزد مادرش (آنتو) شکایت می‌کند، ولی پدرش آنو او را به ملایمت سرزنش می‌کند، مستقیماً با کتاب V ایلیاد برابری می‌کند. در این صحنه، آفرودیت، اقتباس یونانی از ایشتار، توسط دیومدس زخمی می‌شود و به کوه المپ می‌گریزد. او نزد مادرش «دیون» گریه می‌کند و پدرش زئوس او را به ملایمت سرزنش می‌کند.
پاول شباهت را چنین می‌بیند: سطرهای آغازین ادیسه به نظر یادآور سطرهای نخست حماسه گیلگمش هستند. روایت داستانی ادیسه نیز شباهت زیادی به حماسه گیلگمش دارد. هم گیلگمش و هم اولیس با زنی مواجه می‌شوند که می‌تواند مردان را به حیوان تبدیل کند - ایشتار (برای گیلگمش) و سِرسی (برای اولیس). در ادیسه، اولیس سیکلوپ غول‌پیکری به نام پولیفموس را کور می‌کند، حادثه‌ای که شباهت‌هایی با کشته شدن هومبابا توسط گیلگمش دارد. گیلگمش و اولیس هر دو به جهان زیرین می‌روند و هر دو، حتی در بهشت برین و در حضور زنی جذاب - سیدوری (برای گیلگمش) و کالیپسو (برای اولیس) - خود را ناخشنود می‌یابند. سرانجام، هر دو قهرمان فرصتی برای جاودانگی را به دست می‌آورند ولی آن را از دست می‌دهند (گیلگمش وقتی که گیاه را از دست می‌دهد و اولیس به هنگام ترک جزیره کالیپسو).
در طومار قُمران که به نام کتاب کوان شناخته می‌شود (ح. ۱۰۰ پیشا دوران مشترک) نام‌های گیلگمش و هومبابا به عنوان دو غول پیش از طوفان آمده است (به صورت صامت: glgmš و ḩwbbyš). همین متن بعداً در خاور میانه وارد آیین مانوی شد و به گفته روحانی مصری جلال‌الدین سیوطی شکل عربی گیلگمیش/جیلجمیش به عنوان نام دیوی باقی ماند (ح. ۱۵۰۰).

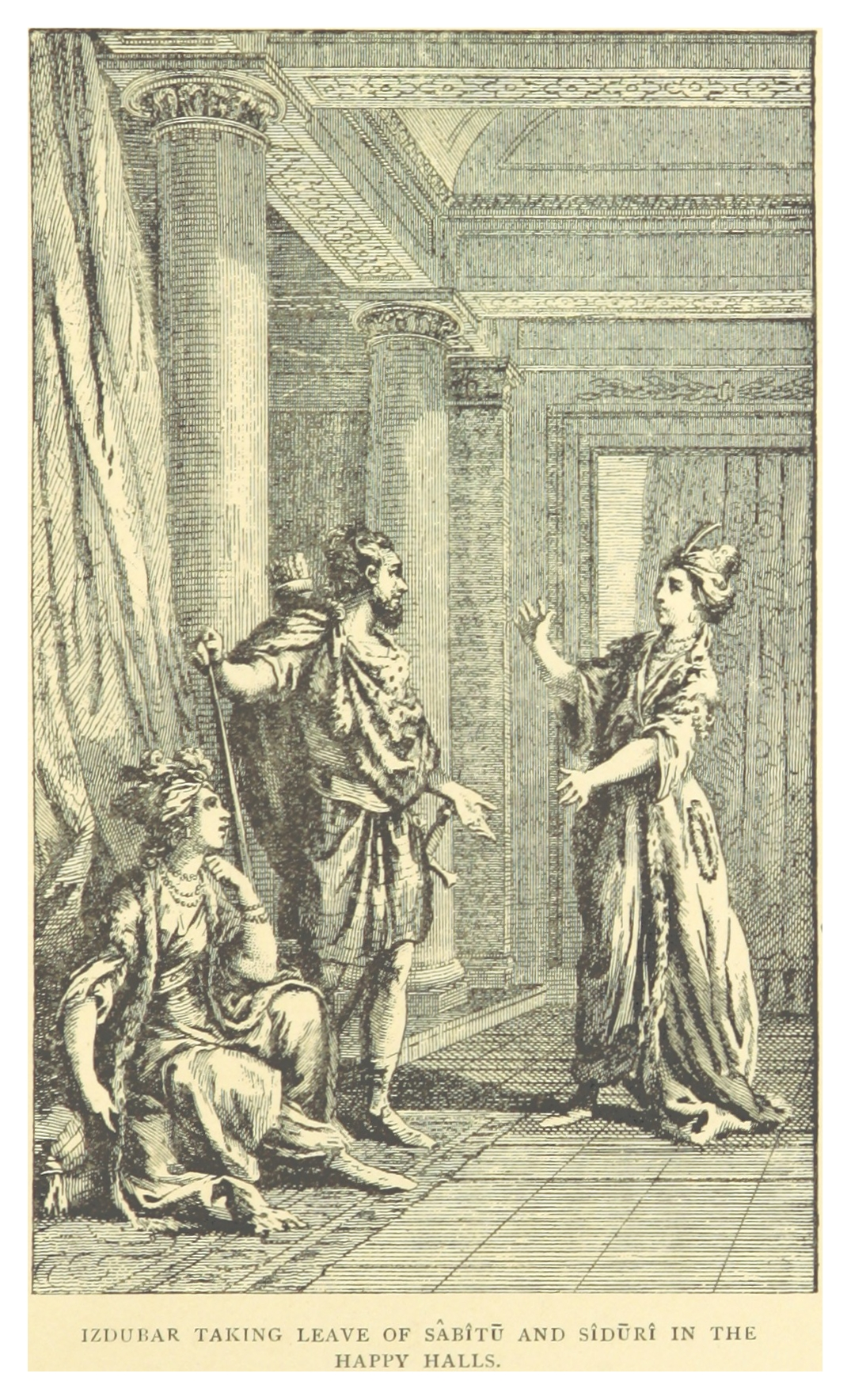
تصویری از ایزدوبار (گیلگمش) در صحنه‌ای از منظومه ایشتار و ایزدوبار (۱۸۸۴) نوشته «لئونیداس لی سنچی همیلتون»، اولین اقتباس ادبی مدرن از حماسه گیلگمش

داستان تولد گیلگمش در هیچ متن بازمانده سومری یا اکدی دیده نمی‌شود اما روایتی از آن در کتابی به یونانی باستان نوشته آلیان (خطیب رومی دوره هلنی) با عنوان در طبیعت حیوانات ۱۲٫۲۱، آمده است. بنا به داستان آلیان، پیشگویی به پادشاه بابِلی‌ها - سیوکُرس - می‌گوید که نوه‌اش گیلگاموس او را از تخت به زیر خواهد کشید. برای جلوگیری از این امر، سیوکرس تنها دختر خود را در آکروپولیس شهر بابِل تحت مراقبت قرار می‌دهد ولی دختر به هر روی باردار می‌شود. نگهبانان از ترس خشم پادشاه، طفل را از بالای برجی بلند پرتاب می‌کنند. عقابی طفل را در هوا می‌رباید و به باغی پر از میوه می‌برد و به آرامی بر زمینش قرار می‌دهد. نگاهدار باغ پسر را می‌یابد، بزرگش می‌کند و او را گیلگاموس می‌نامد. سرانجام، گیلگاموس به بابل برمی‌گردد، پدربزرگش را سرنگون می‌کند و خود را پادشاه اعلام می‌کند. روایت تولدی که آلیان بازگو می‌کند همان سنتی‌ست که در سایر افسانه‌های خاور نزدیک هم آمده است: سارگن، موسی و کوروش. در متنی سُریانی، تئودور برکونی (حدود ۶۰۰ دوران مشترک) از پادشاهی به نام گلیگمُس، گمیگمُس یا گَمیگُس اسم می‌برد که آخرین پادشاه از دوازده پادشاهی است که هم‌عصر با فالج تا ابراهیم بوده‌اند؛ این رویداد نیز نشانِ یاد پیشین گیلگمش را با خود دارد.

### اقتباس هنری و ادبی مدرن
نخستین اقتباس ادبی مدرن از حماسهٔ گیلگمش، ایشتار و ایزدوبار (۱۸۸۴)، نوشته لئونیداس لی سنچی همیلتون حقوق‌دان و بازرگان آمریکایی است. همیلتون دانش کمی از زبان اکدی داشت که از دستور زبان آشوری برای مقاصد تطبیقی (۱۸۷۲) - آرچیبالد سیس - به دست آورده بود. کتاب همیلتون به شدت بر ترجمهٔ اسمیت از حماسهٔ گیلگمش استوار بود ولی تغییرات عمده‌ای نیز در آن ایجاد کرد. برای مثال، همیلتون تمامی داستان طوفان مشهور را حذف کرد و به جایش بر رابطه عاشقانه ایشتار و گیلگمش تمرکز کرد. ایشتار و ایزدوبار حدود ۳٬۰۰۰ سطر اصلیِ حماسهٔ گیلگمش را به حدود ۶٬۰۰۰ سطر بیت‌های هم‌قافیه گسترش داد که در چهل و هشت کانتو دسته‌بندی شده بودند. همیلتون بسیاری از شخصیت‌ها را به‌طور قابل‌توجهی تغییر داد و رویدادهایی به آن افزود که در حماسهٔ اصلی دیده نمی‌شوند. تحت تأثیر زیادی که همیلتون از رباعیات خیامِ ادوارد فیتزجرالد و «نور آسیا» یِ ادوین آرنولد گرفته بود، شخصیت‌های وی بیشتر شبیه ترک‌هایِ قرن نوزدهم لباس می‌پوشیدند تا بابِلی‌های باستان. علاوه بر آن همیلتون لحن اصلی حماسه را از «واقع‌گرایی تلخ» و «تراژدی طعنه‌آمیز» به «خوش‌بینی شاد» و پر از «تقلای عاشقانه و هماهنگ» تغییر داد.

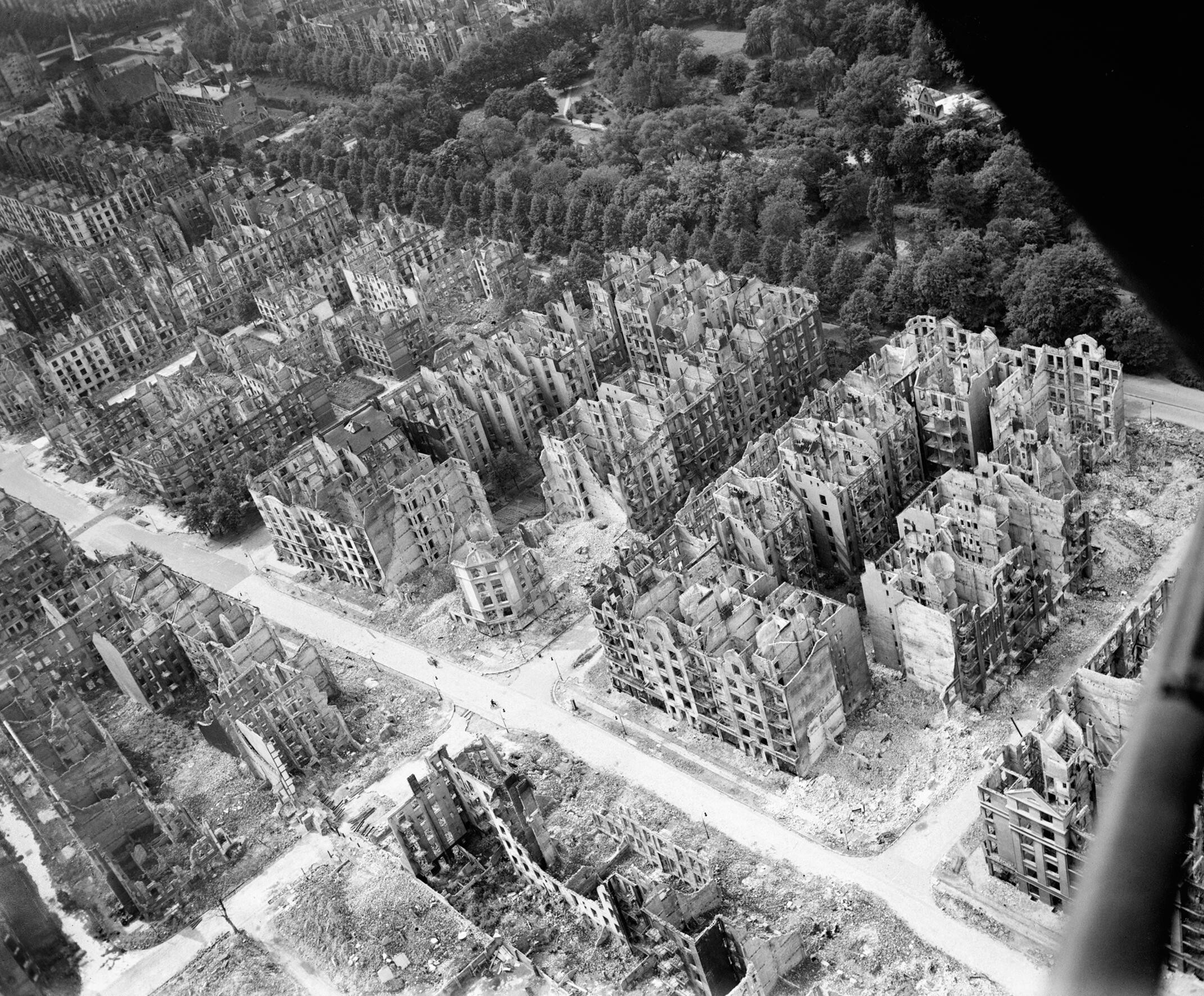
ترس (انگست) وجودی پس از جنگ جهانی دوم به‌طور قابل‌توجهی به افزایش محبوبیت گیلگمش در میانه قرن بیستم کمک کرد. برای مثال، رمان‌نویس آلمانی «هرمان کازاک» رؤیای انکیدو از جهان زیرین در حماسه گیلگمش را برای استعاره‌ای از شهر بمباران‌شده هامبورگ (تصویر بالا) در رمان خود استفاده کرد (Die Stadt hinter dem Strom)(1947).

در سالهای پس از جنگ جهانی دوم، گیلگمش که پیش از آن شخصیتی ناشناخته بود (تنها چند پژوهشگر با آن آشنایی داشتند)، به تدریج در بین مخاطبان امروزی محبوبیت روزافزونی یافت. در سالهای پس از جنگ، درون‌مایه‌های اگزیستانسیالیستی حماسهٔ گیلگمش، به ویژه نویسندگان آلمانی را جذب کرد. نویسندهٔ آلمانی، هرمان کازاک، در رمان اگزیستانسیالیستی خود، شهر آنسویِ رود، عناصری از حماسه را برای استعاره‌ای از پیامدهای ویرانی جنگ جهانی دوم در آلمان، اقتباس کرد و شهر بمباران‌شده هامبورگ را شبیه جهان زیرین ترسناکی به تصویر کشید که انکیدو در رؤیا دیده است. در شاهکار هانس هنی جان، رود بی‌کرانه، بخش میانی سه‌گانه بر حول محور آهنگسازی است که روابط هومواروتیک بیست‌ساله‌اش با دوستی، بازتاب روابط گیلگمش و انکیدو است و معلوم می‌شود که شاهکار خود او، سمفونی‌ای دربارهٔ گیلگمش است.
در سال ۱۹۵۳ برنامه رادیوییِ داگلاس جفری بریدسون، با نام در جست‌وجوی گیلگمش، به محبوبیت حماسه در بریتانیا کمک کرد. در ایالات متحده، چارلز اولسون حماسه را در اشعار و مقالات خود ستود و گرگوری کورسو معتقد بود که حماسه دارای فضائل باستانی‌ای است که می‌تواند آنچه که او به عنوان انحطاط اخلاقی مدرن می‌دید، درمان کند.
تئودور زیولکوسکی، محقق ادبیات مدرن، می‌گوید که «برخلاف بسیاری از شخصیت‌های دیگر در اساطیر، ادبیات و تاریخ، گیلگمش خود را به عنوان وجودی مستقل یا به سادگی یک نام تثبیت کرده است، اغلب جدا از بافت حماسی که در اصل در آن شناخته شد. (برای نمونه مشابه ممکن است مینوتور و هیولای فرانکنشتاین به ذهن برسند)» حماسهٔ گیلگمش به بسیاری از زبان‌های مهم جهان ترجمه شده و جزء اصلی کلاس‌های ادبیات جهان در آمریکا شده است. بسیاری از نویسندگان و داستان‌نویسان معاصر از آن الهام گرفته‌اند، از جمله گروه تئاتری آوانگارد در آمریکا به نام «گروه گیلگمش» و جوآن لندن در رمانش به نام گیلگمش (۲۰۰۱). رمان بزرگ آمریکایی (۱۹۷۳) نوشته فیلیپ راث، دارای شخصیتی به نام «گیل گمش» است که ستاره تیم بیسبال خیالی به نام «لیگ میهن‌پرستان» در دهه ۱۹۳۰ است.
در سال ۲۰۰۰ مجسمه امروزیِ گیلگمش، ساخته شده توسط لوئیس باتروس (پیکرتراش آشوری)، در دانشگاه سیدنیِ استرالیا رونمایی شد.

## تفسیر

### تفسیر دینی
در سال ۱۹۰۴، آشورشناس آلمانی، آلفرد جِرِمایا (ارمیا)، در کتابش عهد عتیق در پرتو مشرق زمین گیلگمش را با پادشاه نمرود در کتاب سفر پیدایش یکی دانست و استدلال کرد که قدرت گیلگمش باید از موهایش سرچشمه بگیرد (مانند سامسون قهرمان در کتاب داوران) و این که او باید مانند هراکلس قهرمان در اساطیر یونانی، دوازده‌خان را به انجام رسانده باشد. در سال ۱۹۰۶ شرق‌شناسی به نام پیتر جنسن در کتابش حماسهٔ گیلگمش در ادبیات جهان بیان کرد که حماسهٔ گیلگمش منبع تقریباً همه داستان‌های عهد عتیق است و استدلال کرد که موسی «گیلگمشِ خروج است که نجات‌دهنده بنی‌اسرائیل از دقیقاً همان وضعیتی است که ساکنان اِرِخ در آغاز حماسه بابلی با آن روبه‌رو بودند.» وی سپس استدلالش را این‌گونه ادامه داد که ابراهیم، اسحاق، سامسون، داوود و دیگر شخصیت‌های کتاب مقدس همگی چیزی جز رونوشت‌های دقیقی از گیلگمش نیستند. در پایان، وی گفت که حتی عیسی «چیزی جز گیلگمشِ بنی‌اسرائیلی نیست. چیزی جز ضمیمه‌ای بر ابراهیم، موسی و شخصیت‌های بی‌شمار دیگری در این داستان بلند.» این ایدئولوژی با عنوان پان‌بابِلیسم شناخته شد و تقریباً بلافاصله توسط محققان جریان غالب رد شد. سرسخت‌ترین منتقدان پان‌بابلیسم کسانی بودند که با مکتب تاریخ ادیان در ارتباط بودند. هرمان گونکل شباهت‌های ادعاشده جنسن در مقایسهٔ گیلگمش با شخصیت‌های کتاب مقدس را به عنوان جنجال‌برانگیزی بی‌پایه رد کرد. وی نتیجه گرفت که جنسن و سایر آشورشناسانِ مانند او، ناتوان از درک پیچیدگی‌های دانش کتاب مقدس هستند و محققان را با «اشتباهات آشکار و انحرافات قابل‌توجه» به اشتباه انداخته‌اند.

### تفسیر روان‌شناسی
در کشورهای انگلیسی‌زبان، تفسیر علمی غالب در اوایل قرن بیستم نظری بود که در اصل توسط هنری راولینسون طرح شد که در آن گیلگمش «قهرمان خورشیدی» است، کارهایش نشانِ فعالیت‌های خورشید است و دوازده لوح حماسه‌اش نماد دوازده برج منطقةالبروجِ بابِلی است. روانکاو اتریشی زیگموند فروید، با تکیه بر نظریه‌های جیمز فریزر و «پل ارنرایک»، گیلگمش و «ایبانی» (انکیدو در ابتدا به اشتباه به این نام خوانده شد) را به ترتیب نشانگر «انسان» و «شهوت‌رانی خام» دانست. وی آن دو را با سایر برادر-شخصیت‌ها در اساطیر جهان مقایسه کرد و نظرش را چنین بیان کرد: «همیشه یکی از دیگری ضعیف‌تر است و زودتر می‌میرد. در گیلگمش این درون‌مایهٔ کهنِ جفتِ نابرابرِ برادرها نشانگرِ ارتباط بین یک انسان و لیبیدویِ وی است.» او همچنین انکیدو را نشانگر جفت جنین دانست، «دوقلوی ضعیف‌تر» که اندکی پس از تولد می‌میرد. کارل یونگ، دوست و شاگرد فروید، در اثر خود نمادهای تحول بارها دربارهٔ گیلگمش صحبت می‌کند. به عنوان مثال، وی کشش جنسی ایشتار به گیلگمش را نمونه‌ای از تمایل جنسی مادر به پسرش می‌داند، هومبابا را نمونه‌ای از پدری ستمگر که گیلگمش باید بر او غلبه یابد و خود گیلگمش را نمونه‌ای از مردی که وابستگی‌اش به ضمیر ناخودآگاه را فراموش می‌کند و توسط «خدایانی» که آن را نمایندگی می‌کنند، مجازات می‌شود.

## تأثیرات اجتماعی و سیاسی

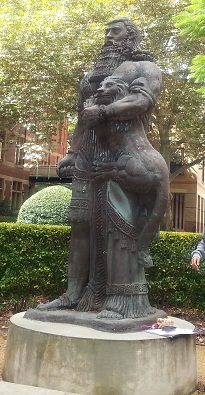
مجسمه امروزیِ گیلگمش در دانشگاه سیدنی.

در سال ۱۹۶۶ رمان پسا-استعاری گیلگمش نوشته گیدو باخمن، به اثری کلاسیک در «ادبیات همجنس‌گرایانه» آلمان تبدیل گشت و روندِ ادبیِ جهانیِ ده‌ساله‌ای را آغاز کرد که در آن گیلگمش و انکیدو به عنوان عاشقانی همجنس‌گرا به تصویر کشیده می‌شوند. این روند چنان محبوب شد که در سال ۱۹۸۸ خود حماسهٔ گیلگمش در «گلچین کلمبیا از ادبیات همجنس‌خواه» به عنوان یکی از آثار نخستین اصلی آن ژانر در نظر گرفته شد. در دهه‌های ۱۹۷۰ و ۱۹۸۰، منتقدان ادبی فمینیست حماسهٔ گیلگمش را شاهدی برای گذار از مادرسالاری نخستین انسانیت به پدرسالاری مدرن تحلیل کردند. با گسترش سیاست سبز در اروپا، داستان گیلگمش از دریچه محیط‌زیستی دیده شد و مرگ انکیدو نماد جدایی انسان از طبیعت گشت.
از اواخر قرن بیستم، حماسهٔ گیلگمش دوباره در عراق خوانده شد. صدام حسین، رئیس‌جمهور پیشین عراق، به گیلگمش شیفتگی مادام‌العمر داشت.  اولین رمان حسین زبیبه و پادشاه (۲۰۰۰) تمثیلی از جنگ خلیج است که در آشور باستان واقع می‌شود و عناصر حماسهٔ گیلگمش و هزار و یک شب در آن به‌هم‌می‌آمیزند. همچون گیلگمش، پادشاه در آغاز رمان ستمگری بی‌رحم است که از قدرت خود سوءاستفاده و بر مردمش ظلم می‌کند اما، با کمک زنی غیراشرافی به نام زبیبه، به حاکمی عادل‌تر تبدیل می‌گردد. در فوریه ۲۰۰۳ هنگامی که ایالات متحده حسین را برای کناره‌گیری تحت فشار قرار داد، وی برای گروهی از ژنرال‌هایش سخنرانی کرد و با مقایسهٔ خودش با قهرمان حماسه، آن را مثبت تلقی کرد.
محققانی چون سوزان آکرمن و وین داینس خاطرنشان کرده‌اند که به نظر می‌رسد زبانی که برای توصیف رابطه گیلگمش و انکیدو استفاده می‌شود، اشارات هومواروتیک دارد. آکرمن می‌گوید که زمانی که گیلگمش بدن انکیدو را می‌پوشاند، انکیدو با «عروس» مقایسه می‌شود. آکرمن همچنین ادامه می‌دهد، «این‌که گیلگمش، بر اساس هر دو نسخه، انکیدو را «چون یک همسر» دوست خواهد داشت، ممکن است به رابطه جنسی اشاره داشته باشد.»

## یادداشت
1. ↑  ‎/ˈɡɪlɡəˌmɛʃ/‎،[۸] ‎/ɡɪlˈɡɑːmɛʃ/‎)[۹] 𒄑𒂅𒈦، گیلگمش، در اصل بیلگمس (سومری: 𒀭𒉋𒂵𒈩). معنای تقریبی نام او: "نیا مردی جوان [است]"،[۱۰] از بیل. گَ «نیا»، بزرگتر[۱۱]: 33  و مس/مش «جوان-مرد».[۱۱]: 174  See also The Electronic Pennsylvania Sumerian Dictionary.
2. ↑  «اندرو جرج» در هر دو کتاب اصلی‌اش دربارهٔ گیلگمش، در ارجاع دادن یا نقل کردن از متون سومری (پنج شعر سومری) از واژه «بیلگمس» (برابر سومریِ واژه اکدیِ گیلگمش) استفاده می‌کند. در حماسه بابلی گیلگمش (جلد اول)، ص هفت؛ پس از بیان مطلب بالا، اشاره‌ای به سنتِ دو واژه Odysseus (هومر) و Ulysses (ویرژیل) می‌کند.
3. ↑  حماسه گیلگمش (اندرو جرج)، ص ۱۴۱؛ همچون حماسه بابلی، شعرهای سومری نیز در حال بازسازی هستند، با صدها تکه لوح‌هایی که در موزه‌های کشورهای گوناگون نگهداری می‌شوند. هر چقدر متن بیشتری بازیابی می‌شود، تفاوت‌های چشمگیر شعرهای سومری با حماسه بابلی بیشتر دیده می‌شود و مهارت شاعر بابل باستان بهتر درک می‌شود که چگونه درون‌مایه‌های سنتی و داستان‌هایی که مواد خامی برایش بودند را تبدیل به کلیتی به‌هم‌پیوسته کرده است. این به آن مفهوم نیست که شاعر حماسه بابلی حتماً شعرهای سومری را در جلوی رویش داشته است ولی آن‌ها یا چیزی شبیه به آن‌ها را می‌شناخته است، حداقل در نکات اصلی. ما هنوز نمی‌دانیم که آیا این شناخت، تجربه خود او از سنت نگارشی در مدرسه کاتبان بوده یا از سنت شفاهی سومری (اگر اصلا) در زمانش هنوز رایج بوده یا از سنت شفاهی اکدیِ مشابه.
4. ↑  حماسه بابلی (اندرو جرج)، ص ۱۴۲–۱۴۱: وام‌گیری‌های آشکار، اقتباس داستان سومری «بیلگمس و هوواوا» برای لوح‌های III تا V و داستان سومری «بیلگمس و نرگاو آسمان» برای لوح VI است… به دست آوردن متون جدید، ارتباط روایت اکدیِ به‌خاک‌سپاریِ انکیدو در لوح VIII را با به‌خاک‌سپاری بیلگمس در «مرگ بیلگمس» روشن کرده است. فراتر از این، سنتی که در آن گیلگمش به اسرار «قهرمان طوفان» پی می‌برد و از این رهگذر زندگی آیینی سرزمین را (که مدتها بر اثر طوفان دچار وقفه شده است) دوباره رواج می‌دهد، هم بر «مرگ بیلگمس» تأثیر گذاشته است و هم بر «حماسه بابلی».
5. ↑  حماسه گیلگمش (اندرو جرج)، ص ۱۷۵؛ عنوان این شعر «بیلگمس و جهان زیرین» یا بنا به کلمات آغازین آن «در آن روزها، در آن روزهای بسیار دور» آمده است. برخلاف سایر شعرها، مقدمه‌ای اسطوره‌ای دارد.
6. ↑  در حماسه گیلگمش (اندرو جرج)، ص ۱۸۳؛ این دو واژه ball (توپ) و mallet (چوگان) ترجمه شده‌اند که بیلگمس خودش برای خودش می‌سازد و آنقدر همراه با اهالی شهر با آن‌ها بازی می‌کند که با شکایت و فریاد دیگران، آن‌ها به جهان زیرین می‌افتند.
7. ↑  خوانش یوسف مجیدزاده در تاریخ و تمدّن بین‌النهرین (جلد دوم)، ص ۲۳۷؛ پوکّو و میکّو است.
8. ↑  «بیلگمس و آکا» یا بنا به کلمات آغازین آن «فرستادگان آکا»، کوتاهترین و حفظ‌شده‌ترین شعر سومری است. تفاوتش با چهار شعر دیگر در این است که در متون اکدی، همتای آشکاری ندارد.
9. ↑  «اندرو جرج» در کتاب‌های حماسه گیلگمش و حماسه بابلی گیلگمش در سراسر بخش‌هایی که به شعرهای سومری مربوط می‌شوند، از واژه «بیلگمس» (برابر سومری واژهٔ اکدی گیلگمش) استفاده می‌کند. در کتاب‌هایش نام این شعر سومری «بیلگمس و نرگاو آسمان» است؛ علاوه بر این، بنابر کلمات آغازین نام دوم این شعر «قهرمان در نبرد» است. کتاب حماسه گیلگمش، صفحه ۱۶۶: این شعر پیش‌زمینه لوح VI حماسه بابلی است، گرچه آغازشان بسیار متفاوت است… در مقایسه با شعرهای سومری مربوط به آککا و هوواوا محبوبیت کمتری داشته (بنا بر تعداد نسخه‌هایی که باقی مانده‌اند) و هیچ‌یک از دو نسخه اصلی این شعر در مدرسه‌های نیپور (که معمولاً نسخه‌های معتبر سومری در آن‌جا پیدا شده‌اند) به دست نیامده است. برای آن که سختی کار تکمیل شود، این دو نسخه یا با هم فرق دارند یا خراب شده‌اند یا از املای نامرسوم استفاده می‌کنند… ترجمه فعلی با نسخه نهایی فاصله زیادی دارد.
10. ↑  کتاب حماسه گیلگمش، صفحه ۱۶۷: (اندرو جرج ضمن پذیرفتن این‌که گفتهٔ ایزدبانوی عشق جنسی در شعر سومری «ای بیلگمس، شویم باش و زنت خواهم بود» نیست اما در ادامه می‌گوید) … عنوانی که در این بخش برای اینانا به کار می‌رود کاخ‌بانوی الهی (سومری: نینگال) است، همان عنوانی که در مراسم ازدواج مقدس برای او به کار می‌رود. بهترین منبع برای این مراسم، سرود مذهبی سومری در مورد پادشاهی به نام ایدّین داگان است … بنابراین انتخاب این عنوان نشان می‌دهد که مقصود اینانا در داستان سومری و بابلی یکی است.
11. ↑  شیدوری در نسخهٔ بابلی باستان و انتقال گفتارش به اوتنپیشتی در نسخهٔ مرجع توسط شاعر برای تأثیرگذاری بیشتر)
12. ↑  anih (بابِلی)
13. ↑  shupshuh (بابِلی)
14. ↑  این سخنان در نسخه معیار حماسه نیامده و در نسخه بابلی باستان از سیپار دیده می‌شود.
15. ↑  کتاب با این هشت سطر آغاز می‌شود: داستانی قدیمی‌ست / اما هنوز می‌توان آن را گفت / داستان مردی که عاشق دوستش بود / و او را به مرگ باخت / و دریافت قدرت آن را ندارد / که او را به زندگی برگرداند. / داستان گیلگمش است / و دوستش انکیدو.[۸۲]
16. ↑  برای جزئیات بیشتر اینجا را ببینید.
17. ↑  به آن‌ها می‌توان داستان تولد زال (و نقش سیمرغ) در شاهنامه را نیز افزود.
18. ↑  Die Stadt hinter dem Strom (۱۹۴۷)، این رمان همراه با دکتر فاستوس (توماس مان) و طبل حلبی (گونتر گراس)، یکی از مشهورترین آثاری‌ست که در آلمان پس از جنگ جهانی دوم دربارهٔ ترس‌های دوره آلمان نازی نوشته شد.
19. ↑  Fluß ohne Ufer (۱۹۴۹ تا ۱۹۶۱)
20. ↑  اوروک که نام امروزی‌اش وارکا (انگلیسی) [ورکاء (عربی)] است، در عهد عتیق به نام اِرِخ خوانده می‌شود.
21. ↑  Religionsgeschichtliche Schule (که در حال شکل‌گیری بود).

## واژگان
1. ↑  Dumuzid the Fisherman
2. ↑  Mesannepada
3. ↑  Early Dynastic Period (Mesopotamia)
4. ↑  Tummal Inscription
5. ↑  Ishbi-Erra
6. ↑  Numunburra
7. ↑  Enmebaragesi
8. ↑  Me-Turan
9. ↑  Tell Agrab
10. ↑  Utu-hengal
11. ↑  Gudea
12. ↑  Enkidu
13. ↑  Inanna
14. ↑  Anzû
15. ↑  Lilith
16. ↑  Gilgamesh and Agga
17. ↑  Huwawa
18. ↑  First Babylonian Empire
19. ↑  Sîn-lēqi-unninni
20. ↑  Anu
21. ↑  Sacred Prostitute
22. ↑  Shamhat
23. ↑  Humbaba
24. ↑  Shamash
25. ↑  Utu
26. ↑  Ea
27. ↑  Utanapishti
28. ↑  Mashu
29. ↑  Scorpion man
30. ↑  Alewife
31. ↑  Shiduri
32. ↑  Urshanabi
33. ↑  Andrew George
34. ↑  William L. Moran
35. ↑  Thorkild Jacobsen
36. ↑  Babel und Bibel
37. ↑  Friedrich Delitzsch
38. ↑  Die große Täuschung
39. ↑  Antu
40. ↑  Σευεχορος
41. ↑  Γίλγαμος
42. ↑  The Light of Asia
43. ↑  Hermann Kasack
44. ↑  Hans Henny Jahnn
45. ↑  Alfred Jeremias
46. ↑  Das Alte Testament im Lichte des alten Orients
47. ↑  Peter Jensen
48. ↑  Das Gilgamesch-Epos in der Weltliteratur
49. ↑  Panbabylonism
50. ↑  Hermann Gunkel
51. ↑  Symbole der Wandlung
52. ↑  Gilgamesch
53. ↑  Guido Bachmann

## برای مطالعهٔ بیشتر
- "Narratives featuring… Gilgameš". Electronic Text Corpus of Sumerian Literature. Retrieved 8 October 2017.
- Gmirkin, Russell E (2006). Berossus and Genesis, Manetho and Exodus. New York: T & T Clark International.
- Foster, Benjamin R. (2001), The Epic of Gilgamesh: A New Translation, Analogues, Criticism, United Kingdom: Norton, ISBN 978-0-393-97516-1
- Hammond, D.; Jablow, A. (1987). "Gilgamesh and the Sundance Kid: the Myth of Male Friendship".  In Brod, H. (ed.). The Making of Masculinities: The New Men's Studies. Boston. pp. 241–258.
- Jackson, Danny (1997). The Epic of Gilgamesh. Wauconda, IL: Bolchazy-Carducci Publishers. ISBN 978-0-86516-352-2.
- Kovacs, Maureen Gallery (trans.) (1989) [1985]. The Epic of Gilgamesh. Stanford, California: Stanford University Press. ISBN 978-0-8047-1711-3.
- Maier, John R. (2018). "Gilgamesh and the Great Goddess of Uruk". Suny Brockport Ebooks.
- Mitchell, Stephen (2004). Gilgamesh: A New English Version. New York: Free Press. ISBN 978-0-7432-6164-7.
- Oberhuber, K., ed. (1977). Das Gilgamesch-Epos. Darmstadt: Wege der Forschung.
- Parpola, Simo; Mikko Luuko; Kalle Fabritius (1997). The Standard Babylonian, Epic of Gilgamesh. The Neo-Assyrian Text Corpus Project. ISBN 978-9514577604.
- Pettinato, Giovanni (1992). La saga di Gilgamesh. Milan, Italy: Rusconi Libri. ISBN 978-88-18-88028-1.

- حماسهٔ گیل‌گمش، برگردان احمد شاملو